# El desnudo en la Antigua Grecia

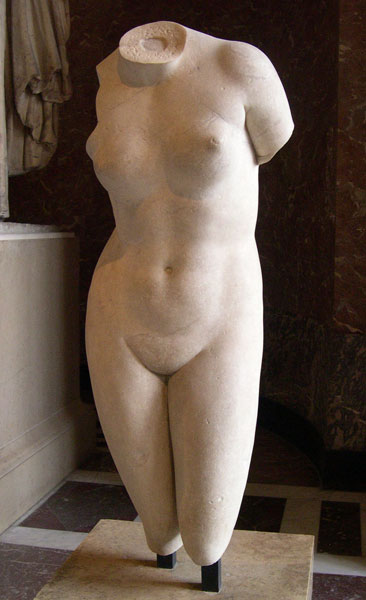
Torso del tipo de Afrodita de Cnido, de Praxiteles. Museo del Louvre. Copia romana de la época imperial, mármol, Original: 364-361 a. C., mármol pintado en el original.

El desnudo es un motivo constante en la antigua Grecia para los escultores y pintores. La cerámica griega pintada presenta multitud de cuerpos desnudos. Este motivo ocupa así una parte importante de las representaciones figurativas que nos han llegado de este período, principalmente en las pinturas y esculturas y cerámica. Su estudio es parte de la historia antropológica, estética, social y religiosa del antiguo mundo griego.
La representación del cuerpo desnudo se renovó constantemente a lo largo de este largo período, desde el siglo VIII a. C. hasta el período geométrico, luego hasta la Época Arcaica, la Grecia clásica y el período helenístico hasta el siglo I. Este código artístico se ha transmitido mucho más allá en el espacio y el tiempo: en Egipto, Asia Menor y hasta el Gandhara helenístico, luego al mundo romano en el período imperial.
Las figuras griegas de desnudo adoptan muchas formas dependiendo de las prácticas artísticas (por ejemplo, la escultura griega en piedra o bronce, la cerámica) y de los objetos y su función (por ejemplo, esculturas de tamaño humano en espacios públicos/vasos de vino para banquetes, depositados en tumbas).
Se trata de representaciones asociadas a objetos particulares, cuyo uso es significativo de hechos culturales y sociales; pero en la vida cotidiana, en la vida real, excepto en los entrenamientos deportivos, los griegos estaban vestidos. «Desnudo» se refiere a la representación del cuerpo humano en un estado de desnudez, y en cualquier estado que aluda a su posible desnudez, aunque no esté exactamente representado. Estas representaciones del cuerpo en un estado de más o menos desnudez total son tratadas de manera muy diferente dependiendo de si la figura es ideal u horrible. Los griegos emplean así dos códigos: el desnudo ideal, que hace referencia a la autonomía y la excelencia, tanto física como psíquica, de los griegos, sus héroes y sus dioses, y el desnudo horrendo, indicativo de una devaluación social (obreros, artesanos, esclavos...), física (los «enanos» asimilados a niños y los pigmeos más o menos míticos) o psíquica (el dios Príapo, los sátiros) cuya horripilancia hace reír a la gente. El desnudo aparece por primera vez en las estatuas de hombres (el kuros), símbolos de la autonomía, el arte griego que privilegia al hombre musculoso y fuerte que constituye la «belleza ideal». La historia de las representaciones del cuerpo femenino, más o menos desnudo y a veces desnudo, es más matizada, dependiendo de las figuras representadas y de la función de estas representaciones; el naturalismo idealizado para la primera estatua de culto a la diosa Afrodita, en el siglo IV a. C., forma parte del movimiento de ideas que caracteriza a la época.
Desde la antigüedad, la permanencia de este motivo, el desnudo, ha sido uno de los elementos centrales de la cultura occidental.

## El desnudo en la antigua Grecia y la cultura occidental
La fórmula, fijada en 1956 por el historiador de arte Kenneth Clark, es en sí misma «demasiado simplista»: «El desnudo es una forma de arte inventada por los griegos en el siglo V a. C., al igual que la ópera fue inventada en Italia en el siglo XVII». Esta conclusión, obviamente demasiado simplista, tiene el mérito, sin embargo, de enfatizar que el desnudo no es un sujeto [una persona desnuda] sino una forma de arte. Esta «forma de arte», este tipo de representación figurativa, se estudia con gran detalle por los medios disponibles en la historia del arte, pero también en la historia cultural y social actual. El desnudo, como forma de arte, apareció, en lo que respecta a Grecia, en el siglo VIII a. C. en formas bastante similares a las de otras culturas antiguas, en pequeño número y de tamaño modesto. Sin embargo, desde el viejo al nuevo siglo la sociedad griega se transformó y el desnudo apareció en un número mucho mayor, a veces alcanzando el tamaño humano o incluso mayor, y a menudo apareciendo como una forma aislada o como un conjunto autónomo, en un vaso cerámico o en un monumento. Durante este período, para los atenienses, la sociedad pasó de un poder dominado por la aristocracia a un régimen democrático, luego a una forma de populismo y finalmente a una oligarquía. Durante este largo período, la representación del cuerpo, al igual que los cánones ya no son los mismos, la función del desnudo ha cambiado totalmente. El resto de Grecia y la Magna Grecia también están atravesando una historia compleja. Al principio de esta serie de mutaciones, en el siglo pasado, con la aparición de nuevos aristócratas apareció una forma de desnudo monumental, estirado hacia adelante, frontal, el kuros, en las islas de Naxos, Samos y Argos, cerca o en santuarios religiosos. Esto precede, con mucho, a la institución de la desnudez deportiva  quizás a finales de siglo, poco antes de las reformas de Clístenes, en Atenas- para los efebos (jóvenes) cuyas familias les permiten seguir las efemérides de 18 a 20 años, en el demo de la que dependen. La imagen del efebo suspendido en su movimiento, con el gradual abandono del frontal, se estableció en esa época, antes del 480 a. C., en forma de estatuas con fines conmemorativos y como adornos en banquetes, en vasos y copas de vino. Originalmente banquetes rituales, luego se convirtieron en banquetes festivos. A finales del siglo V a. C., la guerra del Peloponeso generó un nuevo tipo de desnudo y nuevos encargos monumentales, cada vez más privados y ostentosos, se orientaron hacia fines más claramente decorativos.
El arte en el mundo romano, luego el arte del Renacimiento italiano  cada vez en un contexto totalmente diferente y con diferentes producciones artísticas. No fue hasta el contacto directo con valores artísticos radicalmente diferentes  que el desnudo griego antiguo dejó de ser reconocido como la referencia principal por los artistas en el siglo XX, y con el cuestionamiento de la categoría de «belleza» por el arte moderno.

## ¿Quién puede ser representado desnudo? Visión general
A diario, en la realidad y no en su representación, los griegos se vestían, excepto para el entrenamiento deportivo. Normalmente llevaban una túnica: el quitón, y según las épocas y géneros, según la estación también: el peplos, el himatión, la clámide, etc., y un traje militar más o menos cobertor, según si eran hoplitas, gimnastas, peltastas, hippeis (jinetes), o si pertenecían a un ejército local, como el ejército ateniense, el espartano o el macedonio más tarde.

### Lista
En la Antigua Grecia el desnudo solo se aplicaba a ciertas figuras, con algunas excepciones:
- ciertos dioses: Apolo, Eros, Poseidón, Hermes o deidades como los Dioscuros;
- excepcionalmente, la diosa Afrodita  y ciertas deidades secundarias de la mitología griega como Leda;
- los héroes de la mitología (como Heracles) y los de la epopeya homérica; más tarde: héroes públicos, ciudadanos heroicos ejemplares;
- el típico joven, kuros [nota 3]Andrew Stewart, 1997, p. 63 y el ganador en un evento deportivo, o incluso el portador de una ofrenda;
- atletas, jóvenes y adolescentes, en el gimnasio y en la palestra;
- hombres y mujeres, durante los banquetes: danzas rituales (comos), relaciones sexuales, etc.;
- ciertas actividades: la forja, la fundición, el horno de cerámica, el trabajo en el campo (al menos en la Época Arcaica); el aseo y la higiene personal (véase Higía);
- algunas figuras asociadas con la devaluación social o la fealdad (esclavos) y figuras simbólicas y mitológicas como los «enanos pigmeos», el dios de la fertilidad, Príapo, sátiros y silenos como Marsias.

Aparte de estas pocas categorías, las imágenes muestran cuerpos vestidos según las costumbres griegas: quitón, himatión, clámide (hombres y mujeres), peplo (mujeres). Estas ropas cubren el cuerpo en parte. Se superponen según las circunstancias. Otros elementos pueden cubrir el cuerpo para actividades especializadas, como las de los soldados: jinetes, hoplitas, gimnastas, peltastas y posteriormente, soldados del ejército macedonio. La acción, el gesto, la pose, la naturaleza de la ropa puede llevar a su desnudez parcial (véase Indumentaria en la Antigua Grecia).
¿Cómo identificar un desnudo? Cuando el desnudo representaba a un ser humano, un vencedor deportivo, un fallecido u otro, su nombre podía ser mencionado. Los dioses y deidades secundarias solían ser identificables por un atributo o un signo reconocible que era específico de ellos. La mitología alude a ellos, normalmente en los relatos que tenemos, pero no se conservan todos los relatos mitológicos. Cuando solo queda un fragmento sin ningún atributo o signo reconocible, a veces es posible comparar el personaje y su postura con figuras similares, que serían reconocibles de una manera u otra. Muchas de estas estatuas o cerámicas fragmentarias, separadas de su contexto, siguen siendo enigmas.

### ¿Dónde?
El desnudo apareció en la Antigua Grecia en el siglo VIII a. C., en forma de estatuas o estatuillas  asociadas al culto (las estatuas o estatuillas de Afrodita en particular), como exvotos al abrigo de un santuario, al aire libre frente a grandes santuarios. Las estatuas también se colocaban después en el espacio público, a veces en el ágora de ciudades importantes. Pero también, la cerámica decorada, colocada en las tumbas, contiene desde los primeros tiempos escenas que representan figuras desnudas. Todos estos signos externos de riqueza mostraban que la persona que había ordenado y pagado la estatua era un ciudadano rico. (a veces la estatua había sido costeada por todos los ciudadanos). A finales de la época clásica, estos caros objetos formaban parte de la decoración de los vastos hogares de los evergetas, que buscaban el reconocimiento de su papel en la vida política. Las ciudades y las casas lujosas se llenaron entonces de estatuas y bellos objetos hechos por escultores y ceramistas griegos, cuyos productos se vendían en toda la cuenca del Mediterráneo. Esculturas, pinturas y cerámicas se convirtieron en signos de éxito y riqueza. Contribuyeron a la decoración de las ciudades más poderosas a principios del período clásico, a la decoración de las residencias más lujosas a finales del mismo período y al período helenístico.

### Tres tipos de desnudos griegos célebres
- Los dioses griegos están representados en varias formas, no necesariamente figurativas. Son estas estatuas y estatuillas las que se les ofrecían en los templos. Cuando tienen una forma figurativa es con cuerpos «humanos», que se representan. Porque el cuerpo humano en su estado más hermoso, joven y perfecto puede evocar valores divinos.[9] Las imágenes de culto de este tipo constituyen una prestigiosa ofrenda a cada dios en particular. Estas imágenes que se ofrecían a los dioses por su belleza eran regalos que se hacían para complacerlos, siendo las ofrendas obligatorias, porque los poderes de los dioses eran tales y tan impredecibles que puodían presentar una amenaza verdaderamente aterradora. En efecto, tal y como lo expresa Jean-Pierre Vernant en una simple fórmula: «Los dioses griegos son poderes, no personas».[nota 7] Jean-Pierre Vernant, tomando el ejemplo de Zeus, evoca así los aspectos que este puede tomar («Zeus diferentes») y sus múltiples manifestaciones. (pp. 103-130) de La société des dieux, una referencia importante. No reside en la imagen que se le ofrece, aunque esta pueda servir de intermediaria o servir para atraerlo. Tanto en la ciudad como en el campo, el santuario, lugar de comunicación con el dios, le pertenece. Es un espacio delimitado (témenos); el Ágora de Atenas es un témenos. Los griegos entraban en la casa del dios cruzando un parque (el alsos), a veces un jardín, en cualquier caso un espacio circunscrito, botánicamente definido. Tenía, al menos, un altar al aire libre para los sacrificios. El templo protege la estatua, que por lo tanto no es necesariamente figurativa. Los griegos designan las estatuas no figurativas como breitas y xoanon.[10] Han desaparecido todos. El templo (naos) es una ofrenda al dios, contiene otras ofrendas: estatuas, estatuillas, tejidos. El templo no es, con pocas excepciones, un lugar de culto. La estatua así hecha para deleitar al dios, no puede ser el dios. Algunos dioses son representados desnudos: Apolo, muy a menudo, Poseidón, más raramente.

En la época clásica las diosas son representadas vestidas, revelando al mismo tiempo su perfecta belleza, con excepción de la Afrodita de Cnido (en el siglo IV a. C.), desnuda, tranquila, «segura de su invulnerabilidad así como de su temible poder: la desnudez que debilita a los mortales aumenta, por el contrario, el poder de la diosa del amor». Con esta excepción, es a través del juego de los medios de representación de los paños, más o menos fluidos, «mojados» o «transparentes», que se manifiesta la belleza de otras deidades femeninas, heroínas y mujeres insólitas, como las heteras, estas últimas participan en los placeres de los banquetes.
- El cuerpo desnudo de los héroes y atletas evoca el cuerpo idealmente bello de la élite de la Antigua Grecia, siendo su desnudez un signo de distinción reservado a los ciudadanos de pleno derecho. «La desnudez así mostrada “encarna” la virilidad, la representación tiene entonces un significado ritual».[12] Las cerámicas que representan a los jóvenes atletas y las escenas de banquetes evocan la vida de estas élites, su felicidad y sus placeres. Se ha conservado en las tumbas. Además, siempre había vasos colocados en las tumbas que representan escenas de los grandes textos de la cultura griega. Los héroes están muy a menudo desnudos, pero las heroínas siempre están vestidas, aunque su estado emocional o su felicidad se refleja en posturas que revelan la belleza de sus cuerpos. Muchas de las escenas de los vasos se refieren a pinturas murales, entonces famosas y actualmente no conservadas.

- La estatua del kuros («joven» en griego) es un desnudo poderoso y sonriente, dirigido hacia adelante (frontal), y de un tamaño que va desde el monumental (9 m) hasta la estatuilla (20 cm). «De hecho, [el desnudo] es un disfraz que pone al sujeto en un estado de surrealismo divino o heroico cuando se trata de figuras honradas o muertas».[13] Con el tiempo, los kuroi permitieron representar cada vez mejor la anatomía y el movimiento de la vida en estas figuras inmóviles. Los escultores competían entre sí por el prestigio de quienes encargaban estos kuroi. La belleza energética de estos espléndidos cuerpos desnudos es la gloria de tal familia, de tal ciudad. La mayoría de ellos se colocaban en una tumba o como ofrenda a un dios, en un santuario. No se parecen a los muertos ni a los atletas victoriosos. El kuros ofrecido por un atleta expresa lo que el dios le dio al ganador: vida, juventud, velocidad, fuerza, virilidad, belleza.[9] Puede estar dedicado a Apolo; este es el caso del monumental kuros de los naxios en Delos, de 9 m de altura. Después de que la «moda» de esculpir kurois desapareciera a principios del siglo V a. C., las estatuas conmemorativas evocaban la personalidad de un personaje muerto hacía mucho tiempo, que era la gloria de la ciudad y servía de modelo para sus ciudadanos. Se decía que tiene el cuerpo de un atleta desnudo y un tamaño mayor que el de la vida.[nota 9][14]

## El cabello
En el cuerpo, ya sea vestido o desnudo, el cabello en todas sus formas es objeto de cuidado, ya que está cargado de significado. Es objeto de una codificación precisa, barba, pelo, pelusa del adolescente, vello púbico, en particular.
La barba es el signo distintivo del hombre libre, y en Atenas, del ciudadano. En Atenas, los esclavos y las mujeres considerados respectivamente como bienes y menores eternos, así como los metecos (extranjeros residentes) eran excluidos de la comunidad política, como en la mayoría de las polis (ciudades griegas): los esclavos no llevaban barba, ni los jóvenes. En este sentido, la depilación  mostrará las diferencias tan buscadas en la Antigua Grecia. La mujer más hermosa también será la más blanca, una blancura que finalmente se reforzará con el albayalde. En la cerámica de figuras negras, el negro está reservado para los hombres, que pueden pasar su vida en el exterior, mientras que el blanco está reservado para las mujeres, que se mantienen en el interior.
Los hombres crecidos, sin pelo y sin barba eran objeto de burlas. En Esparta, el soldado que no vuelve victorioso de la batalla se supone que muere allí; si volviera vivo se vería obligado a afeitarse la mitad de su barba. Era constantemente ridiculizado. Por otro lado, un héroe se distinguirá por su gruesa barba y su abundante cabello. No estará recortado, pero puede estar trenzado. Apolo está a menudo dotado de este pelo deslumbrante, «nunca cortado» y «brillante». Según la edad que se le diera en el momento del relato, «Apolo podía o no parecer barbudo, pero aún kuros, por lo tanto sin barba, tenía el pelo rizado». El cabello del hombre libre se nutría para el dios. Se ofrecía, en particular, en el momento de la salida de la infancia, en el momento de la fiesta de las Apaturias. En el luto, las mujeres se arrancaban el pelo, los hombres se cortaban los mechones. Un mechón de pelo era un soporte para la memoria.
Las primeras pelusas de los adolescentes, más tarde los de los hombres jóvenes, se representaban con un lujo, con un interés que no se encuentra en ninguna otra cultura. La pelusa que hace que su piel sea tan suave, la pista para la transición de niño adolescente a joven adulto, complace a los erastés. Durante las Apaturias, después del sacrificio conocido como koureion, los jóvenes de alrededor de 16 años se cortaban el pelo (o solo un rizo) y se lo dedicaban a Artemisa.
Para una mujer, el cabello abundante es un signo de seducción. Homero celebra las «hermosas trenzas», así como los «hermosos rizos». Esta masa de pelo puede desarrollarse en una metáfora: se podría decir que lleva «unas crines» como una yegua en cuanto se convierte en una mujer lasciva, cuya ropa se desliza y revela; una mujer de mito, de fantasía, una compañera. Por otro lado, a diario, una mujer peina su cabello en un moño, con redecillas, cecrífalos, con cintas para la cabeza (tenias), un cabello a menudo oculto por los tocados y velos (véase Indumentaria en la Antigua Grecia#Sombreros y tocados). De manera provocativa, Lisístrata, en su revuelta pacifista, camina con la cabeza descubierta. En los epigramas amatorios, la evocación del cuerpo femenino se polariza primero, y a distancia, en el pelo, luego en los labios y los senos. El vello púbico es el último en ser mencionado. Se estiliza cuidadosamente en el cuerpo de los hombres, un signo de su actividad sexual adulta: los  herma explican cómo llevarlo. Afrodita desnuda está completamente depilada. Cuando llega el momento de la boda, la chica levanta sus rizos en la parte superior de su cabeza.
En cuanto a las diosas, su belleza deslumbra: es «luminosa», brilla, su cuerpo untado con aceite perfumado, con una infinita suavidad. El cuerpo sexualmente ideal, para el griego antiguo, es un cuerpo joven: los cuerpos de hombres o mujeres jóvenes, idealizados (a menudo incluso hasta el punto infantil de estar próximo a ellos), con una piel radiante, suave y lisa. Cabe señalar a este respecto que las estatuas de bronce se mantuvieron pulidas y brillantes: como la escultura es el regalo más hermoso que los hombres hacen a los dioses, deben ser «luminosas» y suaves al tacto.

## La fuerza de las imágenes en la Antigua Grecia y el desnudo
En esa época las imágenes eran mucho más raras que en la actualidad. Sus funciones era múltiples, pero se trata más de «una elaboración estética e ideológica que de un reflejo de la realidad». los objetos que llevan imágenes, como los vasos cerámicos, o imágenes autónomas, como las estatuas, son regalos apreciados  de los dioses y los muertos, y deben crear la relación de confianza mutua más duradera posible entre los vivos y los dioses, los vivos y los muertos. Porque la imagen está viva. En el santuario, la imagen del dios es tratada como si fuera el propio dios. Agalma, palabra que en la época de Pausanias significaba ‘estatua’, pero que tiene un significado más amplio en la Época Arcaica: es cualquier objeto que agrada a los dioses, que produce una relación, un efecto de thauma, de «presencia». Puede ser un xoanon, más o menos amorfo, incluso anicónico, esencialmente hecho de madera; otras formas pueden tener la misma fuerza. En todos los casos «la representación muestra una ausencia». «La estatua juega entonces con la ambigüedad de la representación: visible por su material, por la evocación del dios, invisible por su naturaleza divina». «Como sustituto de la divinidad, permite que el dios ausente sea convocado para las necesidades del ritual». El ensayo de Gaëlle Deschodt desarrolla esta compleja relación que la figuración tiene con lo invisible en las escenas de sacrificio de los vasos griegos y en los relieves. En cuanto a las estatuas divinas antropomórficas, en la época clásica, son generalmente de tamaño sobrehumano. Para los griegos, incluso para los héroes, los dioses escapan a las normas humanas; «tocan el techo de los templos» cuando se hacen sentir. Sus estatuas pueden ser monumentales como resultado, o al menos más grandes que el tamaño humano al final de la Época Arcaica. Pero solo evocan la divinidad más o menos «presente» pero invisible. Por lo tanto, se establece una relación muy intensa con la imagen a través de la mirada. El ojo del observador «emite rayos de luz que corresponden a la luz que emana de los objetos». Y esta relación tiene la intensidad de la producida por el encuentro de dos cuerpos vivos, con los ojos del amante potencial, del participante en una guerra, del conciudadano en la ciudad. La imagen desafía, por lo tanto, a los seres o hechos presentes, ausentes físicamente pero que deben invitar a la exaltación de los dioses, a la imitación del héroe, para hacer revivir al ser humano (o a la escena) a través del pensamiento  para actuar, para orientarse, para dirigir su acción en el presente. Esta fuerte presencia activa de la imagen solicita acción: Platón, que tiene una visión de la belleza de un hombre como un dios, escribe que da lugar al deseo de «ofrecer sacrificios al amado como a la imagen de un dios y al propio dios», que no proporciona el origen de su cita.
Entre el siglo VI y el siglo V a. C., la estatua de los kuroi, de gran tamaño, se coloca en pie de igualdad con quien la mira, de frente, y el epigrama que la acompaña, como una voz, puede gritar de paso: «¡Mira qué hermosa soy!». Estas imágenes de cuerpos jóvenes y hermosos son las mejores ofrendas a los dioses. Y la vista de estas ofrendas también vale la pena, a cambio, para aumentar el valor del daonante. Así, cuando la ciudad de Argos ofrece a Delfos las estatuas de Cleobis y Bitón, no solo es para revivir a estos jóvenes ejemplare, sino también para encarnar en sus cuerpos la excelencia corporal y ética de la propia ciudad de Argos. Compitiendo con todas las demás ciudades. También la imagen de estos cuerpos, la vida que los anima, ha tendido a competir con la naturaleza visible y medible para hacerlos más vivos, y para lograr la excelencia cada vez a los ojos de todos, que el honor sea para el que encargó la imagen y, más tarde, también para el que la realizó. Las estatuas de las deidades son una ofrenda a los dioses, una forma de cumplir con lo que se les debe y de asegurar su generosidad en el futuro. El regalo a los dioses también puede expresar «puro homenaje a su perfección».
Las imágenes autónomas son esencialmente esculturas, incluso estatuas de culto, funeraria y de naturaleza honorífica. Las imágenes también decoran los objetos, como en la cerámica. Se usan en las fiestas de los dioses, en los banquetes aristocráticos y en los ritos funerarios. A menudo la figura humana aparece desnuda, pero también con mayor frecuencia vestida, aunque la prenda puede resbalar, estar parcialmente pegada contra la piel o volverse casi transparente.

## DelsigloVIIIalsigloVI

### Período geométricoy arcaico temprano (fase orientalizante)
| |
| Vaso monumental que señala la tumba de un hombre. Lamentación de mujeres y una procesión de carros y soldados de infantería. Museo Metropolitano de Arte. |

| |
| Id. detalle : Plañideras (desnudas). Pintor de Hirschfeld. Crátera ática, Altura 1,08, estilo geométrico, c. 750-735 a. C. Museo Metropolitano de Arte. |

| |
| Estatuilla de un hombre desnudo hasta la cintura, circa 750-725 a. C. Elemento de un caldero de bronce, Altura: 14,5 cm. Museo Arqueológico de Olimpia. |

| |
| Ulises y sus compañeros cegando al cíclope. Cuello de un ánfora funeraria ática, estilo blanco y negro, c. 660. a. C. Museo Arqueológico de Eleusis. |

| |
| Afrodita/Astarté (¿?). Terracota moldeada. La Canea, Creta (siglo VII a. C.) Altes Museum, Berlín. |

| |
| Estatuilla de un kuros con un cinturón de deportista. Bronce. Altura: 19,6 cm. Creta (¿?), 625-600 a. C. Museo Arqueológico de Delfos. |

La representación de cuerpos humanos sin ropa suele aparecer, entre las decoraciones geométricas, en la cerámica funeraria de los primeros griegos, en la cerámica griega del siglo VII a. C. en estilo geométrico, después de un período puramente geométrico. Estas cerámicas se utilizaban como urnas cinerarias, para recoger las cenizas del difunto, o bien se depositaban con el difunto o se destruían parcialmente durante las ceremonias funerarias. La estilización de los cuerpos humanos, raramente desnudos, armoniza la figuración humana con la de los animales y los abundantes motivos geométricos. Esto es lo que sucede en el caso de los dolientes desnudos en un gran vaso funerario colocado sobre una tumba. En estas escenas funerarias (ritos de próthesis, exposición del cuerpo con los dolientes, o ecforá, ‘cortejo fúnebre’) los griegos usaban curiosamente la figura desnuda para representar situaciones en las que, en realidad, la desnudez era impensable. Otro ejemplo nos lo da un fragmento de un vaso geométrico de la Magna Grecia que muestra una de las representaciones más antiguas de un naufragio. Los náufragos están desnudos, algunos nadan, otros flotan entre los peces y uno de ellos está siendo devorado por un tiburón. Este fragmento fue colocado en una pira funeraria y todavía tiene rastros de él.
Entre las primeras tallas de piedra del siglo VII a. C. en Creta, la de una diosa en un templo está desnuda, la mano derecha descansando sobre sus pechos, la izquierda sobre su sexo  siguiendo el modelo de la Astarté siria, que se encuentra en una estatuilla de La Canea del siglo VII a. C.  En la estatuilla votiva la diosa indica/oculta su sexo con la mano. Una interpretación de Alain Pasquier  de la Afrodita de Cnido —tres siglos después— parece aplicarse aquí: «Afrodita se desnudaría, no solo para mostrar la perfecta belleza de su cuerpo, sino también para dar a su naturaleza de diosa del amor su más intenso poder, por su gesto ella indica con su mano la principal fuente de su soberanía». En cuanto a los héroes de la epopeya, representados esquemáticamente en un Vaso de Eleusis de alrededor de 675-650 a. C., son Odiseo  (en blanco) y sus compañeros cegando al Cíclope (caras blancas y negras), y están desnudos, quizás porque son figuras de las grandes epopeyas. La estatuilla votiva de un kuros, de 625-600, a. C., lo presenta desnudo de acuerdo a valores similares, como un regalo que agradará al dios. En el plano técnico muestra el interés de modelar a la cera perdida (antes de fundir el bronce, la estatuilla se modela en cera según la técnica del bronce a la cera perdida). Este trabajo de pequeño formato ha permitido renovar la imagen de la figura humana esculpida a escala humana en mármol, «anatómicamente más bella» que las anteriores, en este estilo laberíntico. Prefigura los grandes mármoles de Naxos, Delos y, más tarde, Argos del siglo VI a. C.
Las estatuillas votivas, en las que aparecen los cuerpos de los personajes de alto rango, están desnudos y aparecen en forma estilizada en estatuillas de bronce, sosteniendo un caballo (un signo de riqueza) o guerreros con armas (otro signo de riqueza). Estos primeros desnudos griegos tallados datan del siglo VII a. C.  Su estilización permite una representación que monta los elementos del cuerpo que tienen un nombre, entonces hablamos de un estilo pre-mimético porque no representamos lo que vemos sino lo que sabemos nombrar. Los primeros kouroi, estatuas funerarias o votivas de jóvenes desnudos (representaciones convencionales de un joven típico, para el difunto o como ofrenda, atestiguadas desde finales del siglo pasado), reflejan valores aristocráticos. Su modo de representación se volvió gradualmente más y más mimético: tanto el broncista como el escultor de piedra se esforzaban por representar las formas visibles de sus cuerpos. Pero los kouroi de estilo arcaico (siglo VII-siglo VI a. C.) recuerdan las poses hieráticas egipcias u orientales que estos artesanos conocían, a través de las pequeñas estatuillas que circulaban en la cuenca del Mediterráneo, o por contacto directo con la escultura monumental de Egipto.

### Época arcaica
| |
| Kuros colosal del cabo Sunión. Mármol de Naxos. Altura 3,05 m. Esculpido poco después del año 600 Museo Arqueológico Nacional de Atenas. |

| |
| «Cleobis y Bitón, estatuas dedicadas en el santuario de Apolo en Delfos por la polis de Argos, opción más verosímil que la de que son la representación de los Dioscuros.. Altura: 2,18 y 2,16 m., c. 590-580 a. C. Museo Arqueológico de Delfos. |

|                                                                                                 |
| Kuros colosal de Samos. Altura: 4,75 m. Mármol, c. 570 a. C. Vathy, ciudad de la isla de Samos. |

|                                                                                        |
| Kuros de bronce. Altura: 17 cm. Procedencia: Argos, c. 575-570 a. C. Museo del Louvre. |

| |
| Áyax el Grande transportando el cuerpo de Aquiles en el asa del Vaso François, crátera de volutas ática de figuras negras, 570-560 a. C. Museo Arqueológico Nacional de Florencia. |

| |
| Escena de procesión ritual festiva. Bailarines desnudos, hombre joven y hombre maduro. Kílix ático de figuras negras c. 560 a. C. Altura: 16,2 cm. Museo del Louvre. |

| |
| Estatua funeraria de Aristodico. Altura: 1,96 m. Mármol, c. 510 a. C. Museo Arqueológico Nacional de Atenas. |

#### Escultura

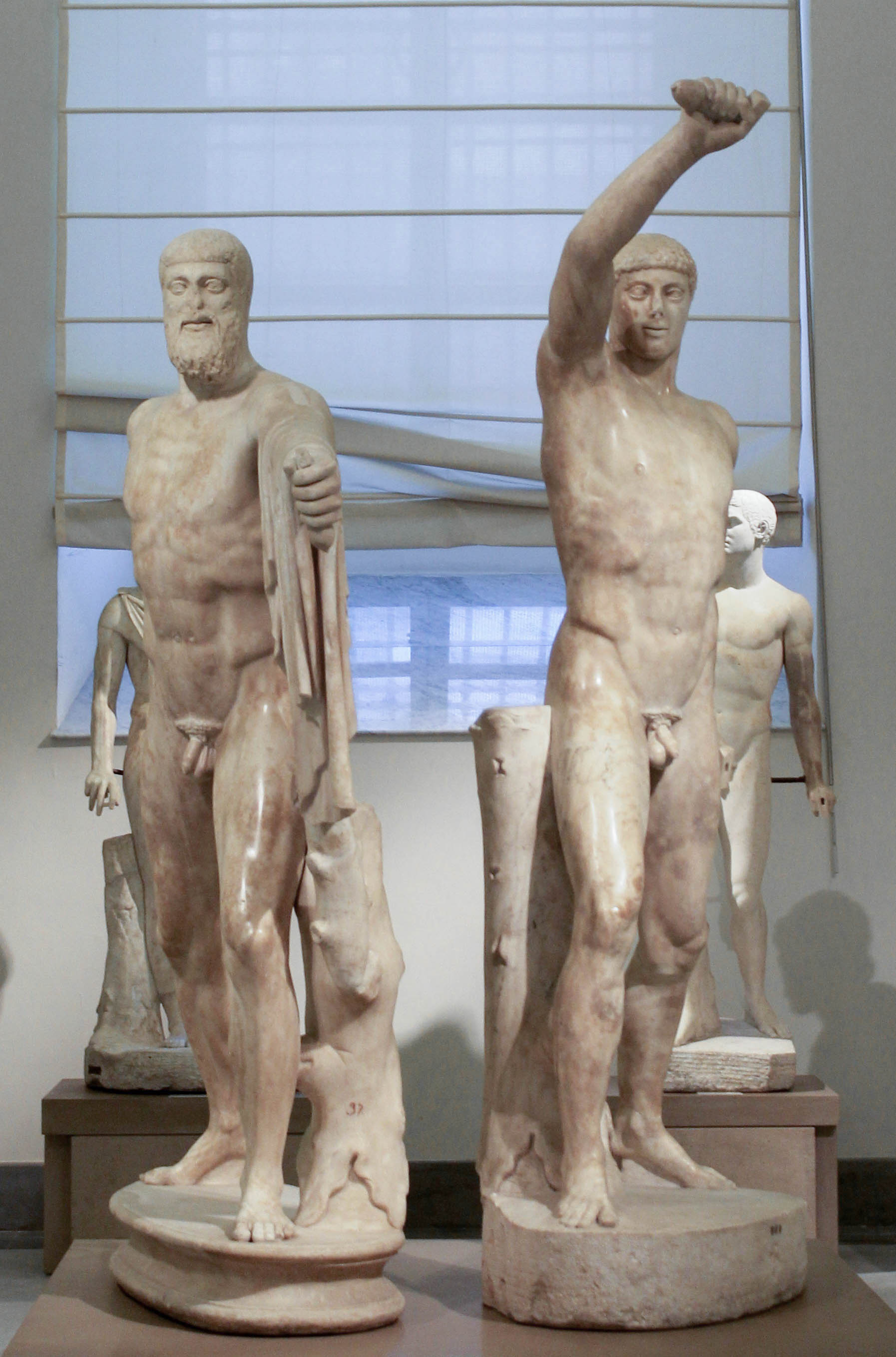
Tiranicidas, copia. Grupo original en bronce de Critio y Nesiotes, 476. altura 1,83 y 1,85 m. Nápoles, MNArch.

El kuros, la imagen ideal del hombre en la Grecia aristocrática de la Época Arcaica, puede tener tres funciones: representar a una persona fallecida, un atleta o una ofrenda al dios. Las estatuas y estatuillas votivas de kouroi del siglo VI a. C. obedecen a estrictas convenciones que son fruto de un conservadurismo religioso debido a la función de estos objetos: muestran cada vez a un joven desnudo presentado de frente, los brazos a lo largo del cuerpo, la pierna izquierda ligeramente adelantada. Estos kouroi, entre los que se encuentra el grupo de Cleobis y Bitón, muestran, por la elección de ciertas pistas, su pertenencia a una comunidad cívica, y llevan las señas de identidad de su ciudad (por lo que llamamos «el estilo», por ejemplo el de Argos). Los kouroi, que son el resultado de un conservadurismo religioso debido a la función de estos objetos: muestran cada vez a un joven desnudo presentado de frente, sus brazos a lo largo de su cuerpo, su pierna izquierda ligeramente adelantada. Los escultores también representan desnudos —como era la costumbre en los gimnasios (del griego γυμνός/gumnos, ‘desnudo’)— a atletas que se distinguieron en Olimpia o en otros lugares, y cuya memoria su ciudad desea celebrar en un lugar público de renombre. Finalmente, según Claude Rolley, los exvotos levantados por las ciudades en los grandes santuarios —una acción de agradecimiento a una deidad— también demuestran proclamar la gloria del donante o de la ciudad donante.
A lo largo del siglo VII a. C., las élites griegas habían comenzado a colocar grandes esculturas, estatuas o estelas en sus tumbas para honrar la memoria de los muertos. Fueron ellos los que hicieron estatuas como el  coloso de los naxios en Delos, una figura de Apolo, probablemente desnudo, pero que era un exvoto, una ofrenda a Apolo de unos 8,5 metros de altura. Una forma de preservar su presencia entre los vivos dándoles la forma más vívida posible. Son jóvenes muertos en los que la familia había puesto sus esperanzas pero que, contrariamente al orden natural, no alcanzaron la plenitud de la vida. Estos monumentos también expresan una profunda melancolía. Entre otras inscripciones similares, en la base de una estatua la inscripción dice: «¡Qué hermoso era, y sin embargo tuvo que morir!».
Para estas estatuas de kuroi (hombres jóvenes) y korai (mujeres jóvenes), inicialmente colosales, los escultores del arte griego arcaico se refirieron, a principios del siglo VII a. C., a los escultores egipcios  con el deseo de competir con ellos. Se distinguen precisamente por la introducción de cuerpos jóvenes, vigorosos y, en el caso de los hombres, desnudos —no están desnudos en Egipto— y logran la hazaña de mantenerlos en equilibrio sin el uso de un soporte trasero, como se hizo en Egipto. Por lo tanto, los kuroi están más vivos, listos para moverse. Se constata que los escultores griegos multiplicaron nuevas soluciones para dar cada vez más vida a sus kuroi, con el riesgo de desequilibrio. A este respecto, las pequeñas estatuillas de bronce, inicialmente hechas de cera maleable, resultaban esenciales.
Desde el punto de vista artístico, una estatuilla de este tipo, fundida en Argos y conservada en el Louvre, es un elemento clave del arte occidental en el que los escultores griegos tomaron prestado el código de la marcha aparente de Egipto y lo adaptaron al desnudo —sin duda vinculado aquí al ideal aristocrático de la práctica del deporte en el siglo VI a. C.— pero sobre todo trataron el modelado en un enfoque más matizado de la anatomía de lo que era posible en la gran estatuaria. Estas estatuillas, inicialmente modeladas en cera, les permitirán intentar una transcripción más fiel y mejor dominada de la musculatura y los rasgos faciales.

#### Cerámica
Las imágenes en vasos pintados, vasoss para banquetes o funerales, ofrecían múltiples temas de conversación. Con un comentario ligero, o serio, sobre todas las formas de comportamiento social, o sobre el destino. Las escenas con los héroes eran aún más estimulantes ya que siempre estaban a un tiro de piedra de la pérdida del sentido común o de la muerte. Aquiles es el ejemplo de esto.
En el arte griego arcaico (desde el siglo VII hasta el siglo VI a. C.) las copas utilizadas en los banquetes (sobre todo kílices) llevan, como en Corinto alrededor del año 580 a. C., a un lado (entre las asas), a los hombres tomando la comida colectiva (simposios), cómodamente acostados y apoyados en su codo izquierdo. Los efebos a menudo los acompañan. Mientras que en el otro lado se representa la danza que tiene lugar a continuación, con los bailarines desnudos. La pintura, separada de los problemas de equilibrio que encuentra la escultura en Grecia, permite dar vida a los cuerpos con mucha más naturalidad que la escultura.
Áyax lleva el cuerpo de Aquiles  en el Vaso François. El muerto, despojado de su equipo, es un héroe, desnudo. Su cabello, que cuelga en líneas cuidadosamente paralelas y ordenadas, no es naturalmente hirsuto, nada «realista». Marca la belleza del hombre muerto y su valor heroico. Como podemos ver, la imagen no reproduce la realidad, construye una representación épica de la muerte del guerrero.  El nombre del héroe se inscribe junto al cuerpo desnudo, lo que permite identificarlo y hace de la imagen una narración, a la espera de un comentario.

## DelsigloValsigloIIa.C.: época clásica

### Hechos culturales y sociales (finales del sigloVI-sigloV)
Este ideal, en el que se basaba la representación del cuerpo desnudo en la Antigua Grecia, encuentra su origen en la confluencia de varios hechos culturales. Para los antiguos griegos el mundo es hermoso, el cosmos, similar a uno de esos objetos preciosos que son las ofrendas de gran valor, pinturas, vasos pintados, esculturas que nunca son demasiado bellas para los dioses. Los griegos prestan gran atención al cuerpo, a su cuidado y belleza, porque el hombre está englobado en este mundo, bello. Para la aristocracia, el recuerdo que queda se manifiesta, en particular por la vista, en la imagen que lo representa sobre su tumba, el kuros, o en las espléndidas ofrendas que se agregaban en su nombre, monumentos adornados con pinturas o esculturas. El kuros expresa los más altos valores de este aristócrata: «su figura de belleza, juventud, coraje viril, excelencia», que se puede ver en su imagen parcialmente desnuda o desnuda. Los kuroi y las ofrendas están destinadas al público, deben ser vistas por todos. En la cultura griega, «ver tiene un estatus incomparable, [...] ver y saber son uno. Ver y vivir también son uno». Las ofrendas que se pueden ver, en los espacios públicos, en los templos o en el cementerio, son de gran importancia. Porque si en el período arcaico las estatuillas que se ofrecen son el signo de los cultos populares, con el tiempo y especialmente en la época clásica (siglo V a. C.-siglo IV a. C.) se han convertido en signos ostentosos. Lo importante ya no es la divinidad sino la admiración de los transeúntes, frente a estos objetos inamovibles e indestructibles. Y en este espíritu los artesanos, pintores, broncistas..., hacen de este estudio del desnudo la ocasión de dar un mayor valor artístico  a sus imágenes con la representación del movimiento, que así permanece eternamente suspendido. Y el renombre de los escultores y ceramistas ha crecido con el tiempo, en un espíritu de rivalidad o supuesta competencia. Sirviendo a la élite, estos reputados artesanos conquistaron su lugar en la sociedad ya en el período arcaico (siglo VI a. C.)

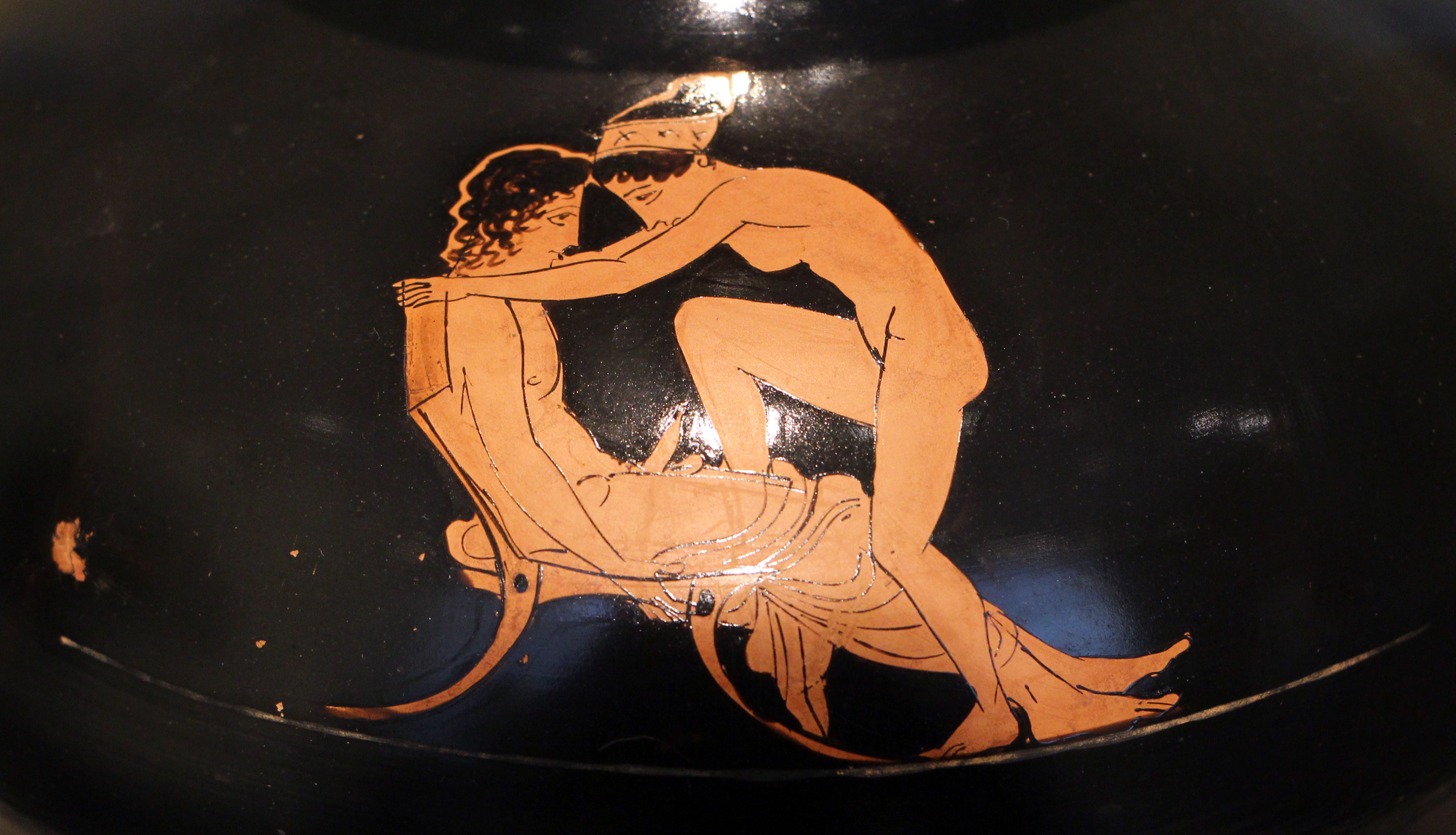
Jarra de vino (enócoe) cerámica de figuras negras del Pintor de Shuválov, c. 440-410 a. C., Antikensammlung Berlin, Altes Museum, Berlín.

En el mundo griego, la gimnasia (o la práctica de deportes desnudo) distinguía al ciudadano libre y constituye parte de su entrenamiento como soldado. Las mujeres están excluidas de él, excepto en Esparta. Según Tucídides, la desnudez atlética es una «invención», primero de los cretenses y luego de los espartanos, o más tarde, tal vez hacia el final del siglo VI a. C. En todo caso, es un progreso de la civilización lo que distingue a estos griegos de los «bárbaros» y, como soldados o futuros soldados, manifiesta esta distinción en la ciudad frente a los que no tienen la condición de ciudadanos (mujeres, metecos, artesanos, esclavos...). Pierre Brulé66 también señala que «Tucídides relata una serie de avances como el abandono de portar armas en la vida civil, el uso de ropa ligera, el carácter más urbano de los ciudadanos, la moral más vigilada y la desnudez deportiva». Además, «la desnudez así exhibida “encarna”, “simboliza” la virilidad, su representación tiene un significado ritual». Ritual de iniciación en la sociedad de los hombres, mediante la institución de la pederastia, iniciación a la edad adulta mediante la relación amorosa entre el hombre adulto y el adolescente imberbe. Quedaba por distinguir, por el contexto, la desnudez positiva del joven ciudadano de la degradante del esclavo. Pero su representación artística, en la cerámica en particular, no muestra ninguna diferencia en el tratamiento estético, mientras que la escena no presenta ninguna ambigüedad sobre el estatus de cada uno.

### Pintura
La cerámica de figuras negras tenía el cuerpo humano como tema principal. La transición a la cerámica de figuras rojas favoreció la representación de la desnudez. De hecho, los alfareros y pintores de cerámica atenienses dominaban el mercado en ese momento. La arcilla del Ática, trabajada en Atenas, era rica en óxido de hierro (Fe2O3). Al ser cocida, adquiría un hermoso color rojo-naranja. Por lo tanto, la cerámica de figuras rojas utilizaba inteligentemente este color natural de la arcilla, con una apariencia mate, para el color de los cuerpos. Estos se trazaban con un pincel, a veces en un boceto ligeramente inciso con una herramienta puntiaguda, y se destacan sobre el fondo pintado de negro. El color negro se extiende con un pincel, o más precisamente con un pincel para las líneas más finas que presentan un ligero relieve. Las indicaciones de la musculatura se llevan en un solo trazo de este barniz negro diluido. De hecho el barniz se trata de una barbotina de un negro absoluto con un aspecto suavemente brillante al ser cocido. El dominio de estos tres componentes, la calidad de la arcilla, la belleza del revestimiento y la perfección del diseño consiguieron el éxito de la cerámica ateniense en toda la cuenca del Mediterráneo en esa época. Y la principal exportación de Atenas, que tenía que comprar metales y trigo con este dinero.
En la cerámica griega antigua el desnudo aparece a menudo, ya sea en escenas con muchos personajes, como se puede ver en los mitos (Crátera de los Nióbidas, c. 460-450 a. C.) o ya sea en el gimnasio, pero también el ámbito de los banquetes y de la vida amorosa, incluso sexual a menudo asociada al banquete. En los vasos y copas utilizados para el banquete, el joven copero que va a llenar las copas muestra su desnudez.
Las diferentes formas de la cerámica, la copa (kílix), la crátera, el estamno, etc., ofrecen espacios curvos donde las líneas flexibles y tensas del cuerpo humano responden a las curvas tensas de la cerámica, el círculo y la línea recta componen con el marco del espacio, decorado con figuras humanas. Las escenas mitológicas y otras escenas narrativas pintadas en los vasos a menudo hacen eco de los grandes murales, actualmente desaparecidos, que en la Antigüedad eran las más admiradas de todas las artes.
| |
| Guerrero moribundo - Laomedonte (¿?). Mármol, 490-480 a. C. Frontón Este del Templo de Afea en Egina. Gliptoteca de Múnich. |

| |
| «Efebo de Critio ». Mármol de Paros, Altura: 117 cm. C. 480 a. C. Estilo severo. Museo de la Acrópolis de Atenas. |

|                                                                                               |
| Ganimedes, «Pintor de Berlín», crátera ática de figuras rojas, C. 480 a. C. Museo del Louvre. |

| |
| Hetera (¿?) jugando al cótabo. Tondo de una cílica ática de figuras rojas: Onésimo, c. 500 a. C. Villa Getty. |

|                                                                                              |
| Escena de boxeo. Adversarios en guardia. Cílica ática de figuras rojas, c. 470 a. C. Louvre. |

| |
| Deportistas en reposo y sus jabalinas. Tondo de una cílica ática de figuras rojas, 480-460 a. C. Altes Museum, Berlín. |

| |
| Exvoto/victoria sobre los persas, dios del cabo Artemisio. A. 2,09 m. Bronce, c. 460 a. C. Museo Arqueológico Nacional de Atenas. |

### Escultura
Después del 480 a. C., los cuerpos adoptan poses menos ceremoniales, menos rígidas que antes, asimétricas y capturadas en el movimiento por el juego de la ponderación, que los italianos del Renacimiento llamaban contrapposto. Su anatomía es cada vez más analizada y reproducida como en el Efebo de Critio, alrededor de 480 a. C., que es flexible y claramente naturalista. Luego, con el advenimiento del «clasicismo», se impuso una nueva definición del arte, centrada en la famosa mímesis. El estudio de la anatomía y su transposición a la expresión de la vida en movimiento llevó a los griegos a una competición en la que el repertorio del desnudo masculino, y luego el del femenino, se creó a través de representaciones naturalistas que Grecia legó al arte occidental.
La estatuaria, en bronce o en mármol, ha conservado estas imágenes en un entorno que, en su mayor parte, ha desaparecido pero que a veces puede ser restaurado cruzando los conocimientos actuales. Las estatuas a menudo constituían grupos compuestos según los espacios propuestos por la arquitectura, como en los frontones de los templos, a menos que estuvieran diseñados para puntos específicos —y puntos de vista— en el espacio urbano, como el grupo de los Tiranicidas. Estas grandes esculturas son, además, las primeras en rendir homenaje a los conciudadanos, no son estatuas dedicadas a un santuario ni destinadas a una tumba. Los famosos desnudos de Riace  habrían formado parte de dos conjuntos diferentes, y uno de ellos habría sido reelaborado en un par en el período imperial. Pero al desconocerse su contexto, su naturaleza —lo que ellos o aquellos que representan— sigue siendo enigmático. Más tarde, pero a partir de la vida del siglo, junto a estos cuerpos perfectos, el mito o la leyenda propone cuerpos desarticulados, descompuestos por la fatiga, el sueño, la muerte: el mejor ejemplo podría ser el guerrero moribundo, probablemente Laomedonte, en el templo de Afea en Eina. Desequilibrado en el borde del frontón, listo para colapsar y caer.
También son a veces estatuas conmemorativas que evocan la personalidad de un personaje desaparecido, la gloria de la ciudad y un modelo para sus ciudadanos. Una forma de ensamblaje, la de un rostro típico que corresponde, con la expresión del cuerpo, a esta personalidad, ensamblada con un cuerpo atlético, que corresponde a la imagen, igual de convencional, de una figura ejemplar y heroica.
El grupo de los Tiranicidas, colocado en un gesto político colectivo por los ciudadanos, en el Ágora de Atenas en 476 a. C., es el mismo tipo de desnudo heroico, muerto en combate. Son dos héroes en el momento de su ataque al tirano Hiparco en 514 a. C. Aquí la acción sugerida con fuerza por el movimiento en el espacio de los dos cuerpos, uno al lado del otro, contrasta con los rostros completamente inexpresivos; un código que califica al héroe, amo de sí mismo. Su opuesto, la expresión de la violencia, les haría perder este autocontrol, caer en la embriaguez, la rabia. Es una imagen construida con un valor simbólico y ejemplar. No hay «realismo» aquí para este primer monumento a la democracia en Atenas: los héroes estaban ciertamente vestidos durante el ataque, su desnudez es la de los héroes. Una clara diferencia de edad en esta pareja de amigos que derrotó al tirano distingue a Aristogitón, el hombre maduro y astuto, con músculos delineados y claramente definidos, y a Harmodio, más joven, con músculos más flexibles y atenuados, «como un vencedor rápido y fulminante» como Apolo. Los dos hombres no tienen la misma edad. Si los atenienses eligieron este grupo ejemplar para colocarlo en el ágora, lugar de las asambleas democráticas, es porque, en su diversidad, dieron sustancia al valor esencial de la democracia: la participación igualitaria y disciplinada de los ciudadanos en los asuntos de la ciudad.

### Cuerpos perfectos: jóvenes guerreros, atletas, amantes, héroes (míticos o históricos), dioses y diosas

#### El desnudo masculino
Desde tiempos arcaicos, el tipo masculino desnudo ha sido el modelo por excelencia de la estatuaria griega, y presenta el torso de frente, totalmente descubierto, incluso en plena acción.
El dios del cabo Artemisio, que se inscrbibe en un cuadrado, probablemente fue diseñado para ser visto de frente. Sus gestos simplificados y enfáticos, del tipo favorecido por el estilo severo, hacen más claro el momento suspendido antes del lanzamiento del tridente y el cambio de apoyo. De hecho, solo se apoya en el talón izquierdo y en la punta del pie derecho. El Discóbolo lleva este método hasta su límite: el rostro, en ambos casos, parece desconectado de la acción, de una belleza impasible. Se podría decir que, por el contrario, el Doríforo de Policleto, realizado unos veinte años después de estos dos ejemplos, muestra una perfecta unidad. Todo en él es fuerza tranquila y silenciosa, similar al estadista Pericles, que contenía en público todas las formas de agitación emocional, haciéndose pasar por un padre responsable ante sus ciudadanos. El movimiento que lo anima suavemente se refleja en los más pequeños detalles, anatómicos y gestuales. A la inclinación del vientre corresponde la inclinación opuesta de los hombros. A esto se añade la pierna doblada, lanzada hacia atrás, que aligera la figura e introduce flexibilidad. Este desnudo ejemplar pone en marcha una dinámica que se manifiesta tanto en la escultura como en la pintura, y en la cerámica pintada en particular: el «estilo libre». La ponderación, este embrujo que evoca el caminar, ha puesto así fin, definitivamente, al tipo de kuros, sustituido por efectos de poses declinadas ad infinitum en escenas menos animadas que antes. El Diadumeno, creado por el mismo escultor veinte años más tarde, forma parte de una nueva sensibilidad: introduce «agradables vistas oblicuas»  con el ablandamiento de la musculatura y los rasgos faciales en una actitud grácil.

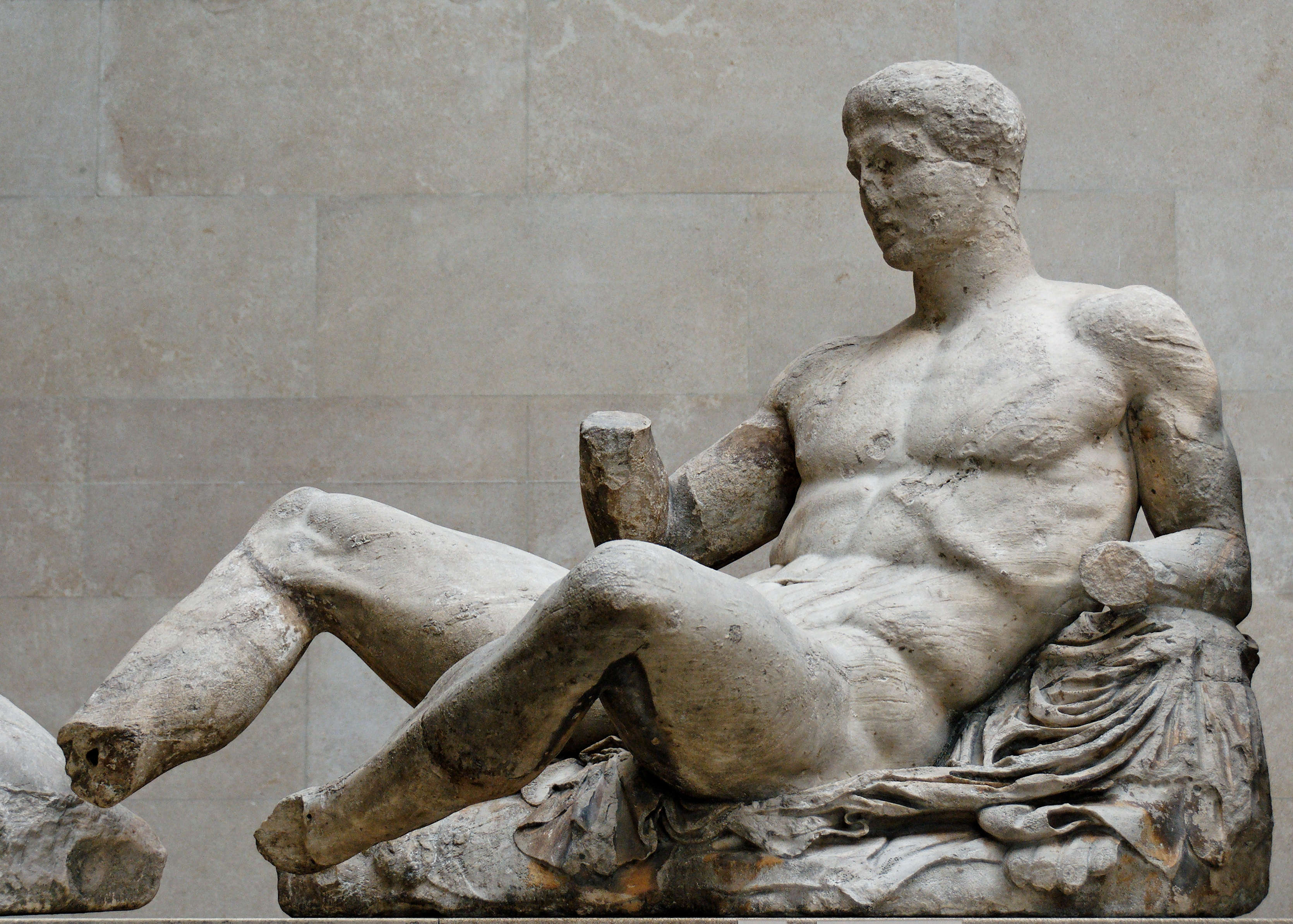
Dioniso recostado. Frontón este del Partenón, alrededor de 447-433 a. C. Museo Británico.
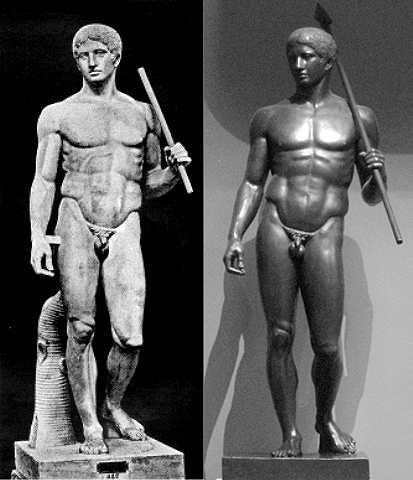
Dos copias del Doríforo de Policleto, c. 445-440 a. C. La de la izquierda se conserva en el Museo Arqueológico Nacional de Nápoles. Altura 2,00 m.
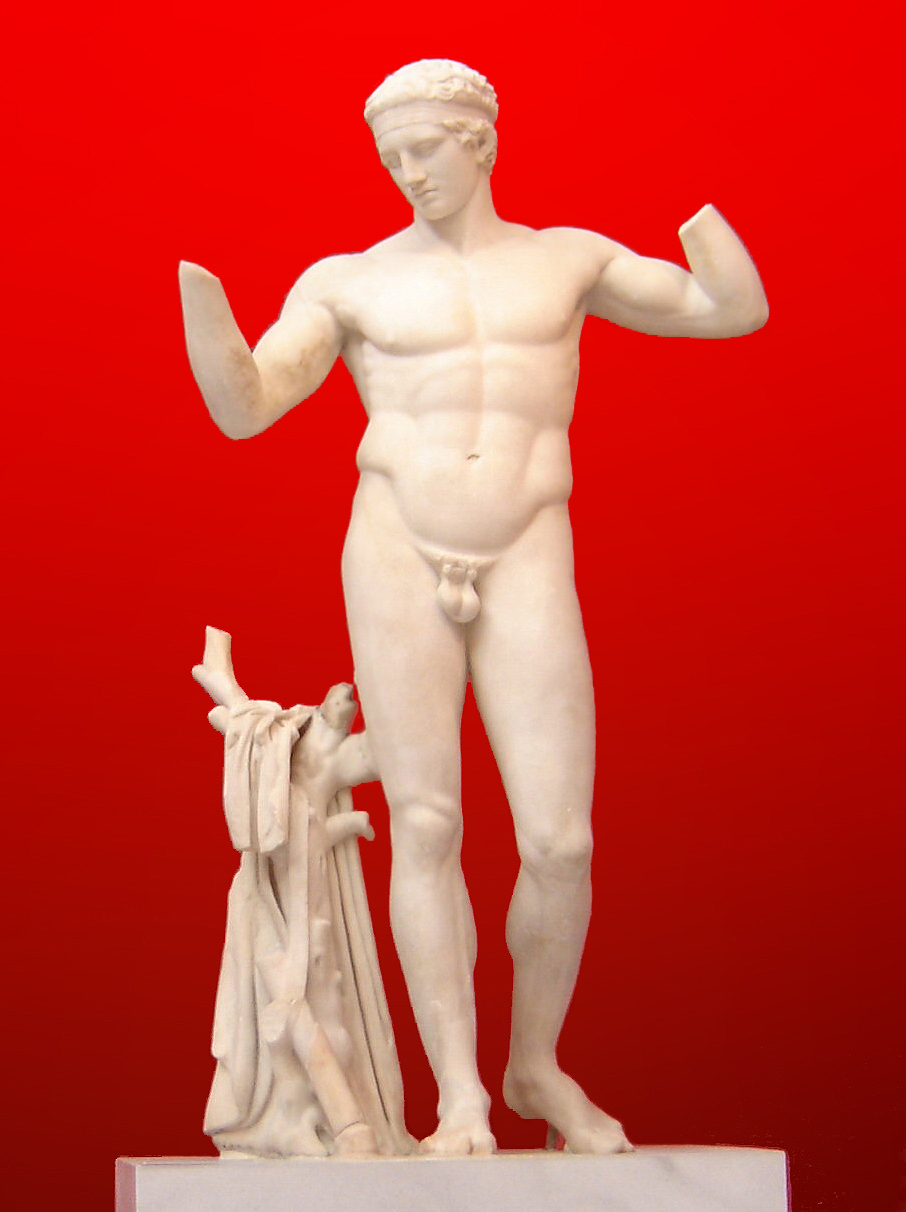
El Diadumeno de Policleto. Altura 186 cm. Bronce original c. 420 a. C., mármol copia c. 100 a. C. Museo Arqueológico Nacional de Atenas.
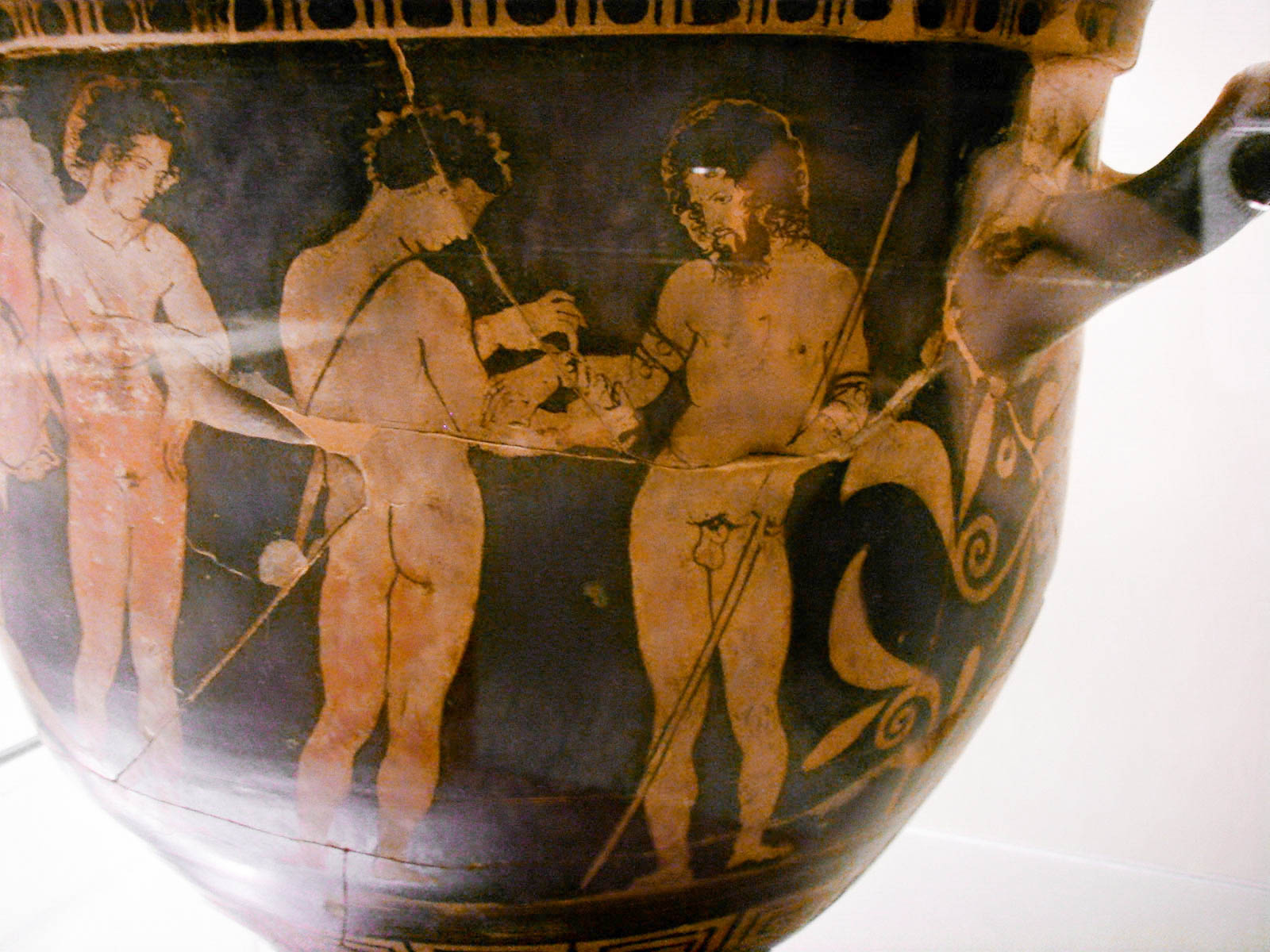
Los Argonautas: cuidando a los heridos. Cerámica apulia, crátera de campana. Pintor de los Argonautas, 425-400 a. C. Museo Arqueológico de Florencia.
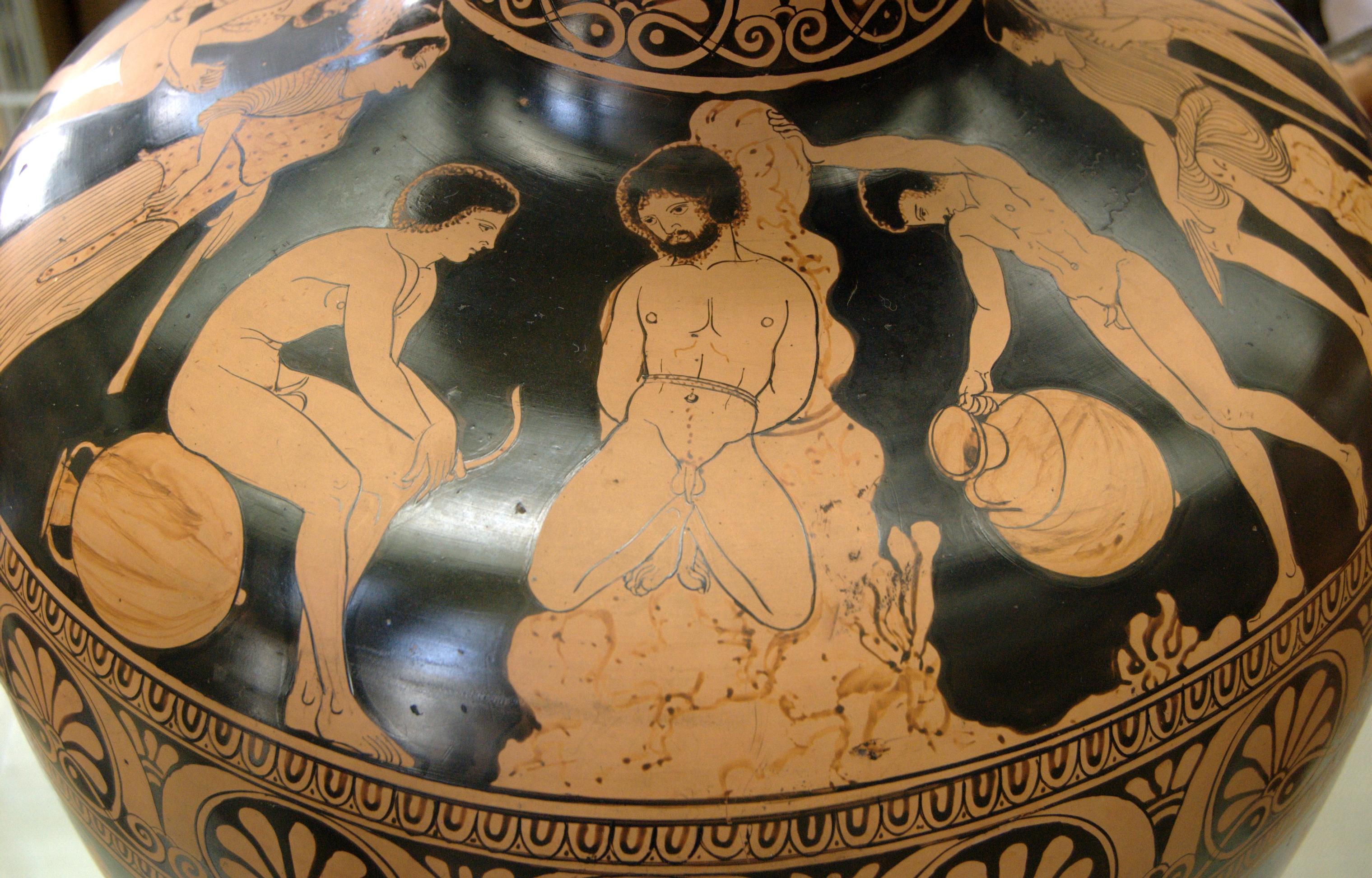
Ámico encadenado por los Argonautas. Hidria lucana de figuras rojas. 425-400 a. C. Cabinet des Médailles.
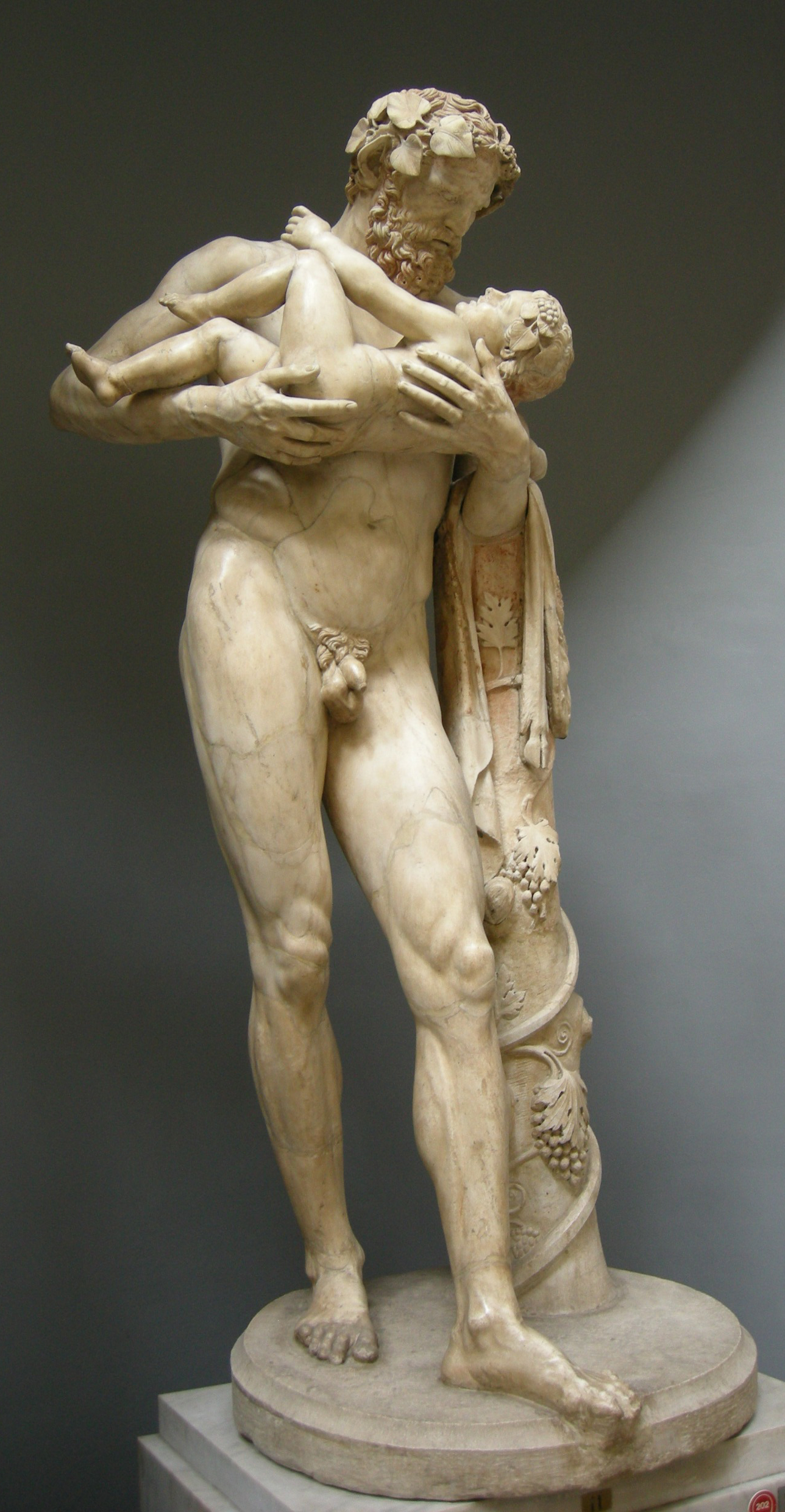
Sileno sosteniendo al pequeño Dioniso en sus brazos. Copia antigua/Lisipo (c. 395 - c. 305 a. C.). Museo Chiaramonti - Braccio Nuovo.
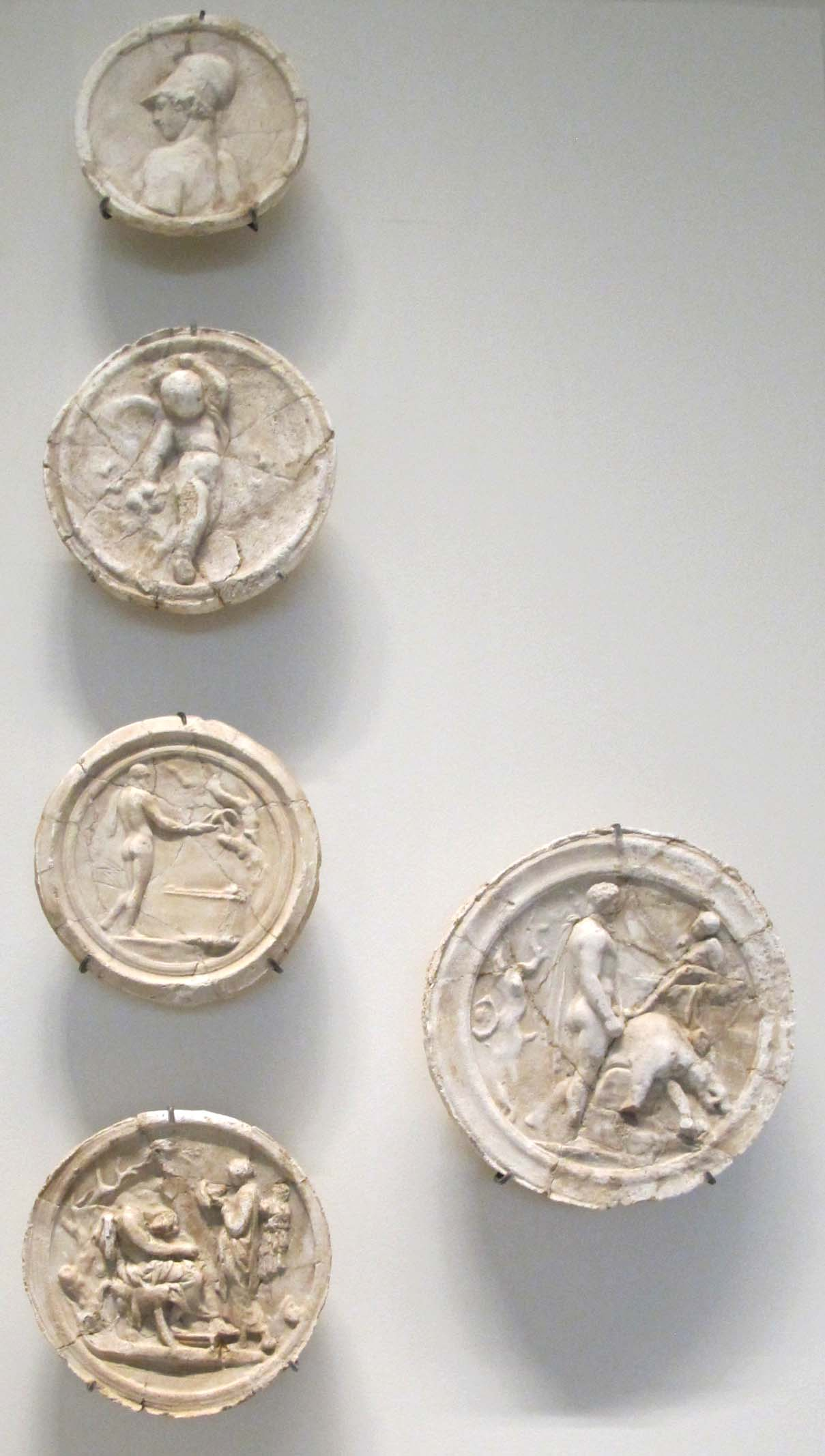
Emblemas de yeso. Medallones en relieve con temas helenísticos, siglo I. Afganistán, región de Kāpīsā. Tesoro de Begram.[nota 34]

Con el virtuosismo que se había desplegado en la decoración esculpida del Partenón, se entró en otra fase (430-370 a. C.). Dioniso, como un atleta parado despreocupadamente sobre un codo, es el espíritu mismo de este momento artístico. Los cuerpos manifiestan una nueva sensualidad. Los pintores de cerámica, en la Magna Grecia, el Pintor de los Argonautas y el Pintor de Ámico, alrededor del 425-400, se complacían en el nuevo gusto de los pintores para multiplicar los puntos de vista sobre los cuerpos carnosos, los escorzos complejos y los gestos llenos de dulzura. Porque los vasos encargados para los difuntos tenían que estar en armonía con los sentimientos de los que quedaban, durante y después de la terrible guerra del Peloponeso en las que Atenas se sumergió a finales del siglo V a. C.
Entre las muchas formas nuevas que aparecieron en el período helenístico  las escenas dramáticas llegan hasta lo trágico, y los cuerpos torturados o sensibles —como Sileno que sostiene en sus brazos al pequeño Dioniso, o el joven Apolo y el lagarto— representados con rigurosa veracidad, dan lugar a imágenes sensibles, incluso conmovedoras y ya no heroicas. Todos estos motivos, que se transmitieron al mundo helenístico y romano, y se difundieron a lo largo de las rutas comerciales, particularmente por medio de los emblemas, esos modelos de yeso que podían utilizarse tanto para la escultura en bajorrelieve como para la acuñación de monedas, difundieron estas imágenes a lo largo y ancho de la cuenca del Mediterráneo.

#### El desnudo femenino

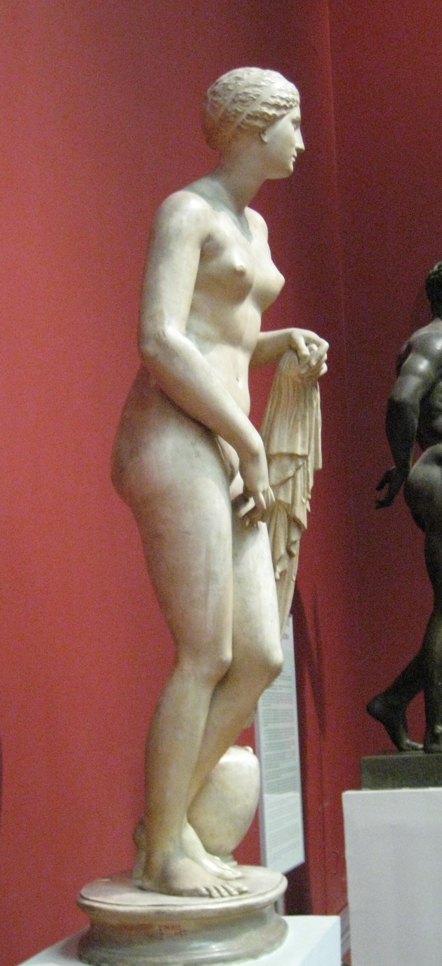
Escayola:[nota 37] reconstrucción del tipo de Afrodita de Cnido de Praxíteles. Altura aprox. 2 m. Museo Pushkin, Moscú.
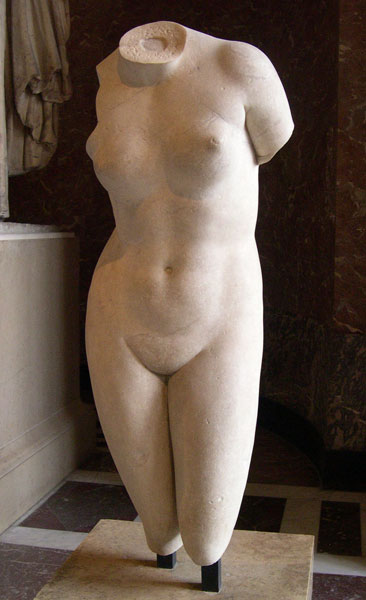
Torso del tipo Afrodita de Cnido. Copia romana del período imperial, siglo II. Museo del Louvre. Original: 364-361 a. C.
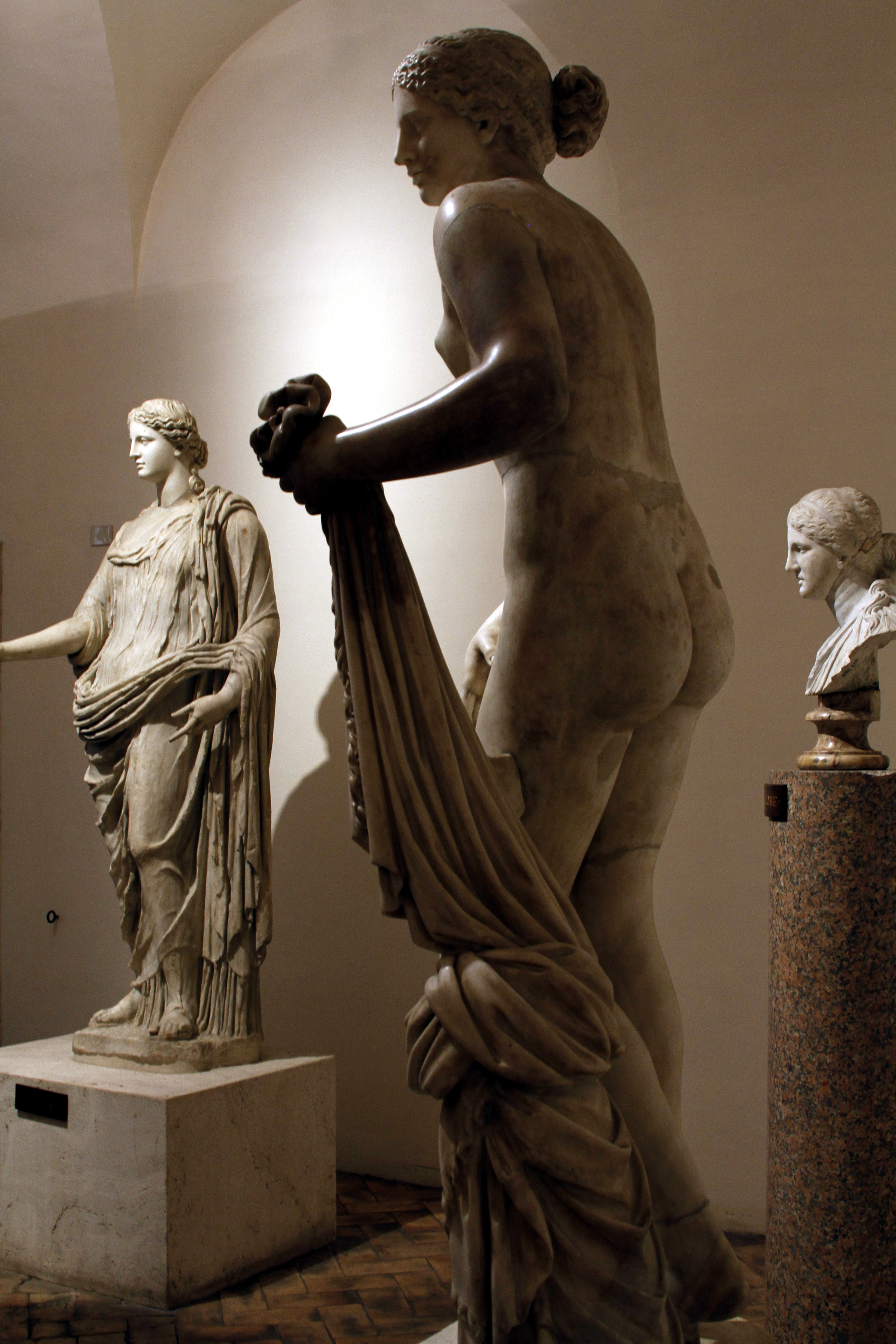
Copia romana (I-II, restaurada84) del tipo de Afrodita de Cnido. Palazzo Massimo alle Terme, Roma.
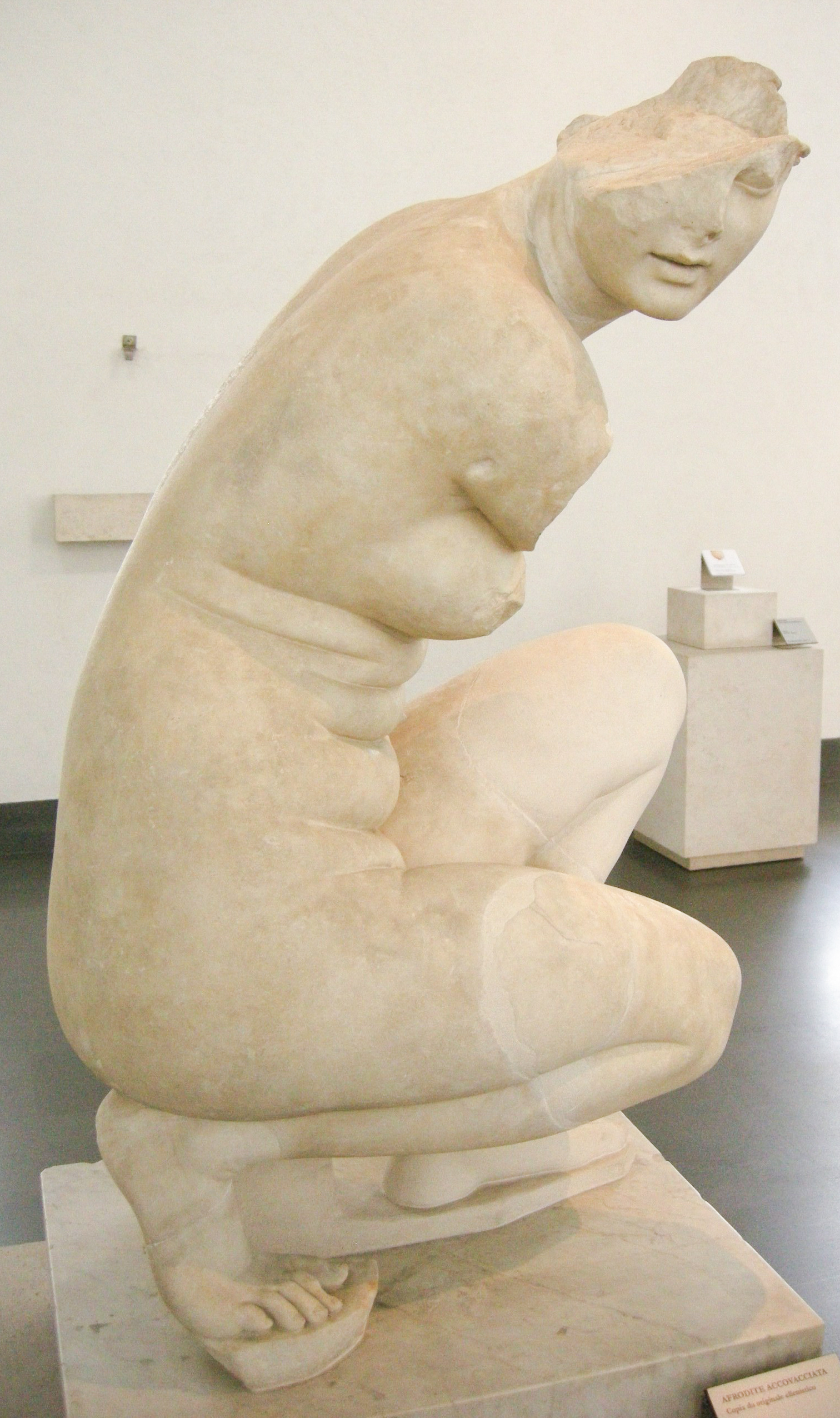
Afrodita en cuclillas. Altura 1,07 m. Copia, mármol descubierto en la Villa Adriana. Palazzo Massimo alle Terme, Roma.
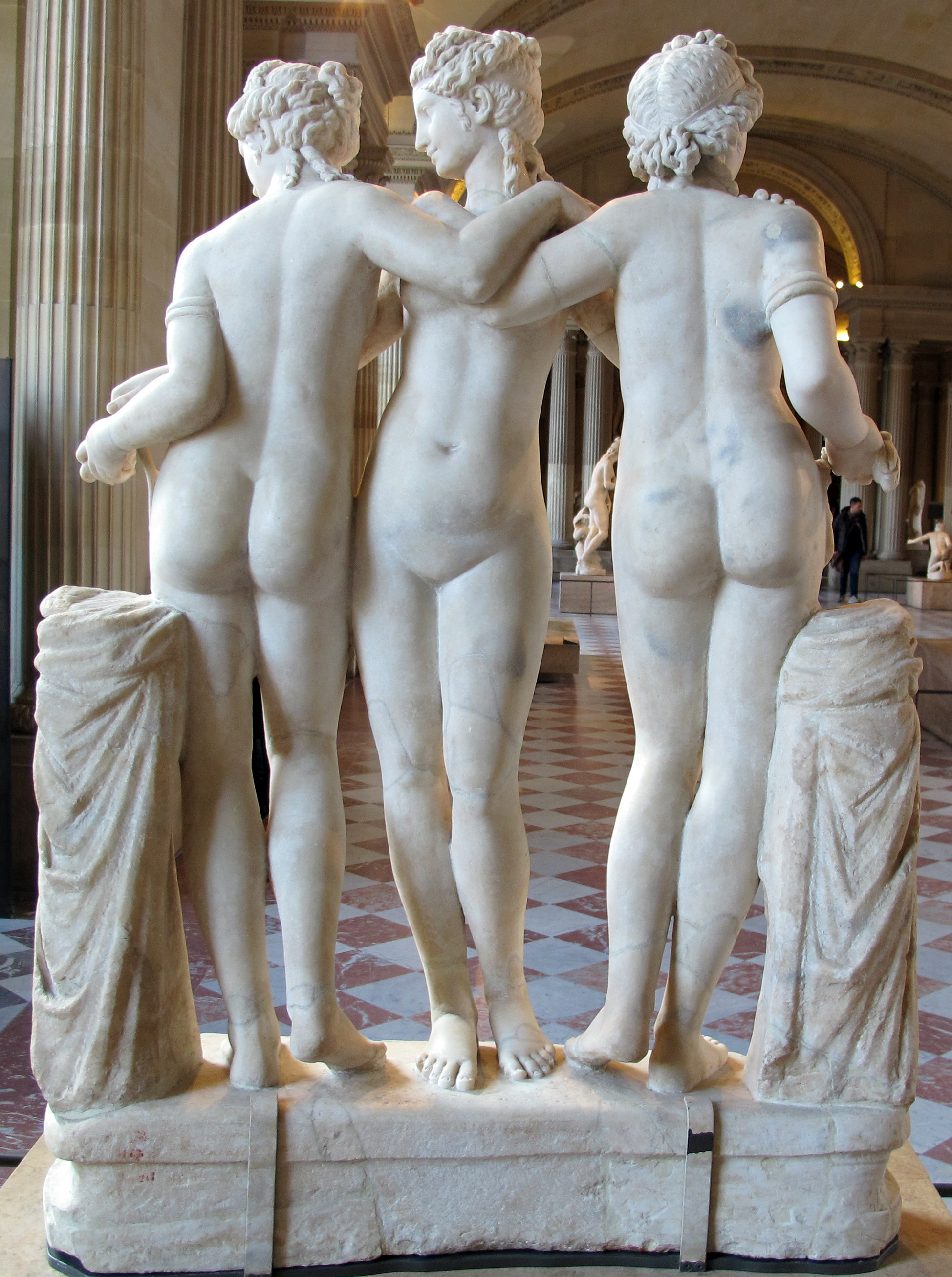
Las tres Gracias, copia romaana. En 1609, restaurada por Nicolas Cordier. Museo del Louvre.
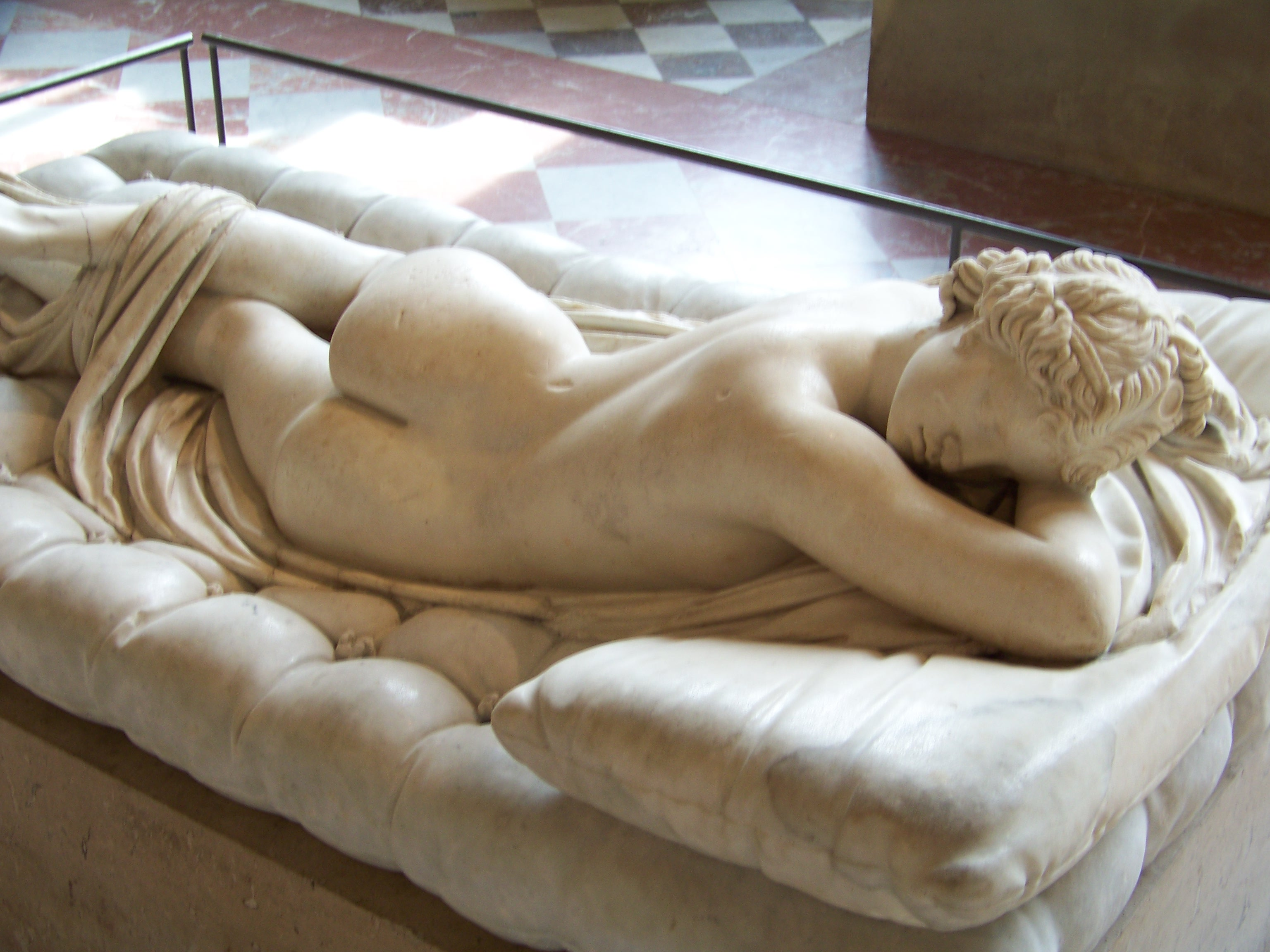
Hermafrodito dormido. Copia romana. En 1619: restaurado por D. Larique, y adición del colchón, Gian Lorenzo Bernini. Museo del Louvre.

El desnudo femenino para representar a las diosas y deidades femeninas, se sitúa en un plan idealizado, el del naturalismo idealizado, y mucho más tardío que el desnudo masculino, desde el siglo V a. C.
Praxiteles hizo el «primer»  verdadero desnudo femenino, la Afrodita de Cnido, en dos formas, una vestida, la otra desnuda. La gente de Cos, interesada, eligió la imagen drapeada. El pueblo de Cnido adquirió la estatua que quedaba: la que conocemos. Se hicieron inmensamente famosos y la isla se convirtió en una visita obligada para los viajeros de la Antigüedad. Vinieron a admirar la estatua más famosa de la antigüedad griega y romana, el Zeus de Olimpia. Se había colocado en una rotonda para que pudiera ser admirado desde todos los lados. La obra habría sido pintada con efectos de luces y sombras particularmente elaborados y una «mirada húmeda», es decir, tiernamente lánguida. La expresión de su actitud y su gesto —porque solo se dispone de copias, más o menos fragmentarias— podría haber sido tranquila, la diosa es invulnerable, y por su gesto «designa con su mano la principal fuente de su soberanía», similar en este aspecto a la antiquísima imagen de Afrodita (o) Astarté. Desde la época de Praxíteles y luego en el período helenístico la representación por lo tanto ya no se refiere solo a la belleza ideal, sino también a la expresión de la imagen, incluso su carácter patético. Es el patético, el que se encuentra en los momentos de mayor tensión en ciertos mitos, como el de Níobe y las Nióbidas, o los (masculinos) de Acteón, Marsias y Laocoonte. En estos momentos dramáticos el cuerpo es tanto más vulnerable cuanto más desnudo está (Actéon, Laocoonte) o desnudo (Marsias), o incluso dormido (Hermafrodito).

### En los márgenes del desnudo. Cuerpos desnudos: drapeados transparentes, mojados, agitados, que se despliegan o separan
Fuera del contexto cultural y el comercio desexos, el desnudo femenino nunca es habitual. En los vasos, a menudo transmite energía erótica. Como la Afrodita desnuda de Praxíteles y sus derivados en la escultura, estos cuerpos femeninos más o menos descubiertos, a menudo en el baño, colocan al espectador en la posición de un voyeur, sorprendiendo lo que no se le permite ver o desafiando su mirada. Los pintores de cerámica son ingeniosos para encontrar soluciones inteligentes para evocar el cuerpo bajo el velo, a través de la transparencia. Los escultores muestran un extremo brillo en el mismo extremo, desenterrando pliegue tras pliegue los infinitos matices de un drapeado más o menos pegada al cuerpo, «mojado» o alisado por el viento.
Comenzó en los frontones del Partenón. La nueva expresión de sensualidad y sentimientos tocó entonces tanto el cuerpo masculino como el femenino, incluso en los drapeados que revelan más de lo que velan las divinidades femeninas. Los pliegues, profundamente ahuecados, llaman la atención, con poderosos juegos de luz. Una conmovedora mujer en el frontón occidental del Partenón (¿Iris?, 438-432 a. C.) anuncia los drapeados formados por el viento de Niké y otras victorias. La ebullición de las velas aquí ya no es verdaderamente realista, se habla de «manierismo»"  en este nuevo exceso de lógica. Se trata, en estas obras limitadas, de exhalar la belleza del cuerpo liberado de todas las limitaciones terrenales.

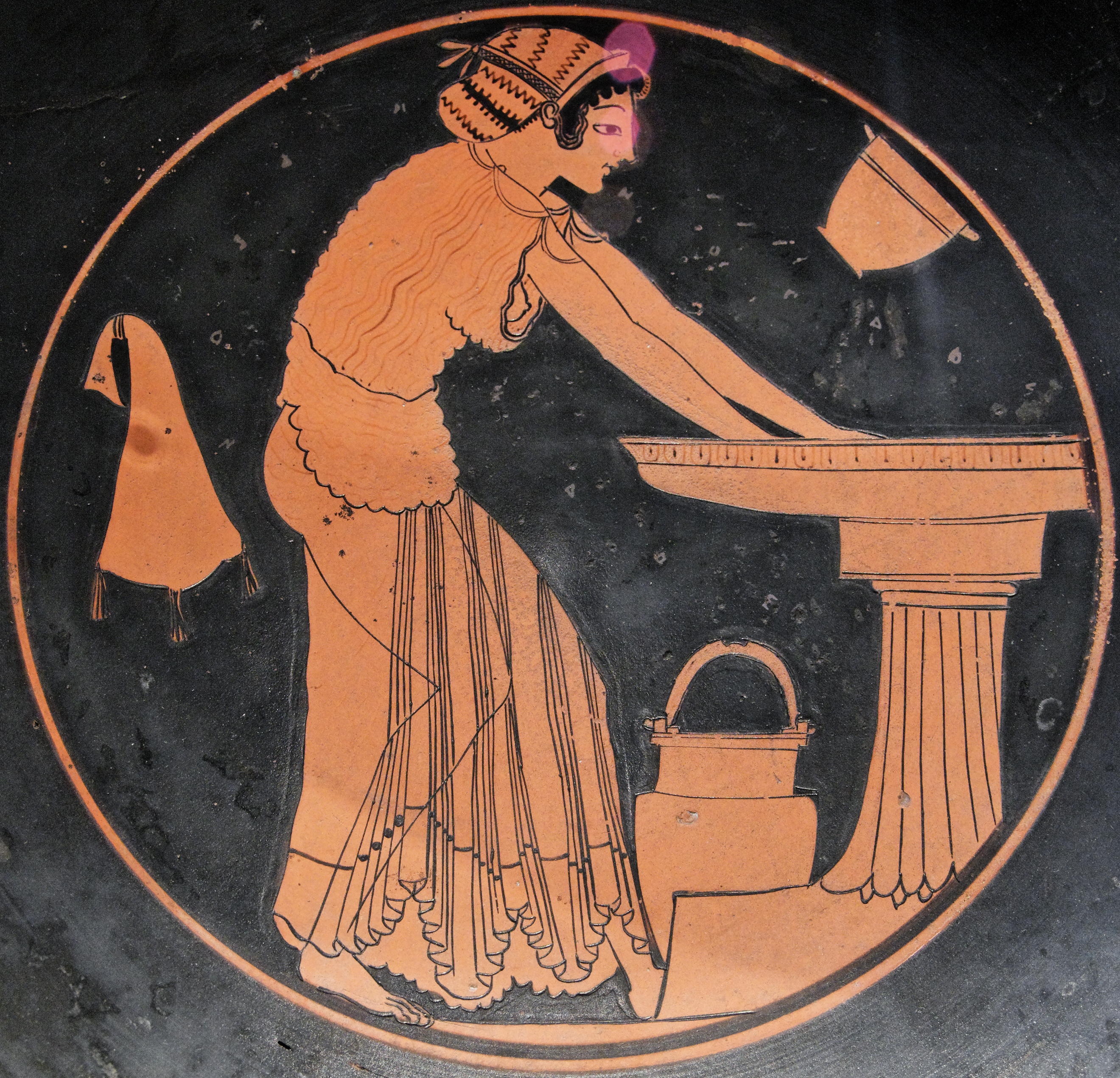
Mujer en el baño. Pintor: Duris, alfarero: Eufronio, c. 500 a. C. Tondo de un kílix ático de figuras rojas, de 26,9 cm de diámetro.. Museo Metropolitano de Arte.
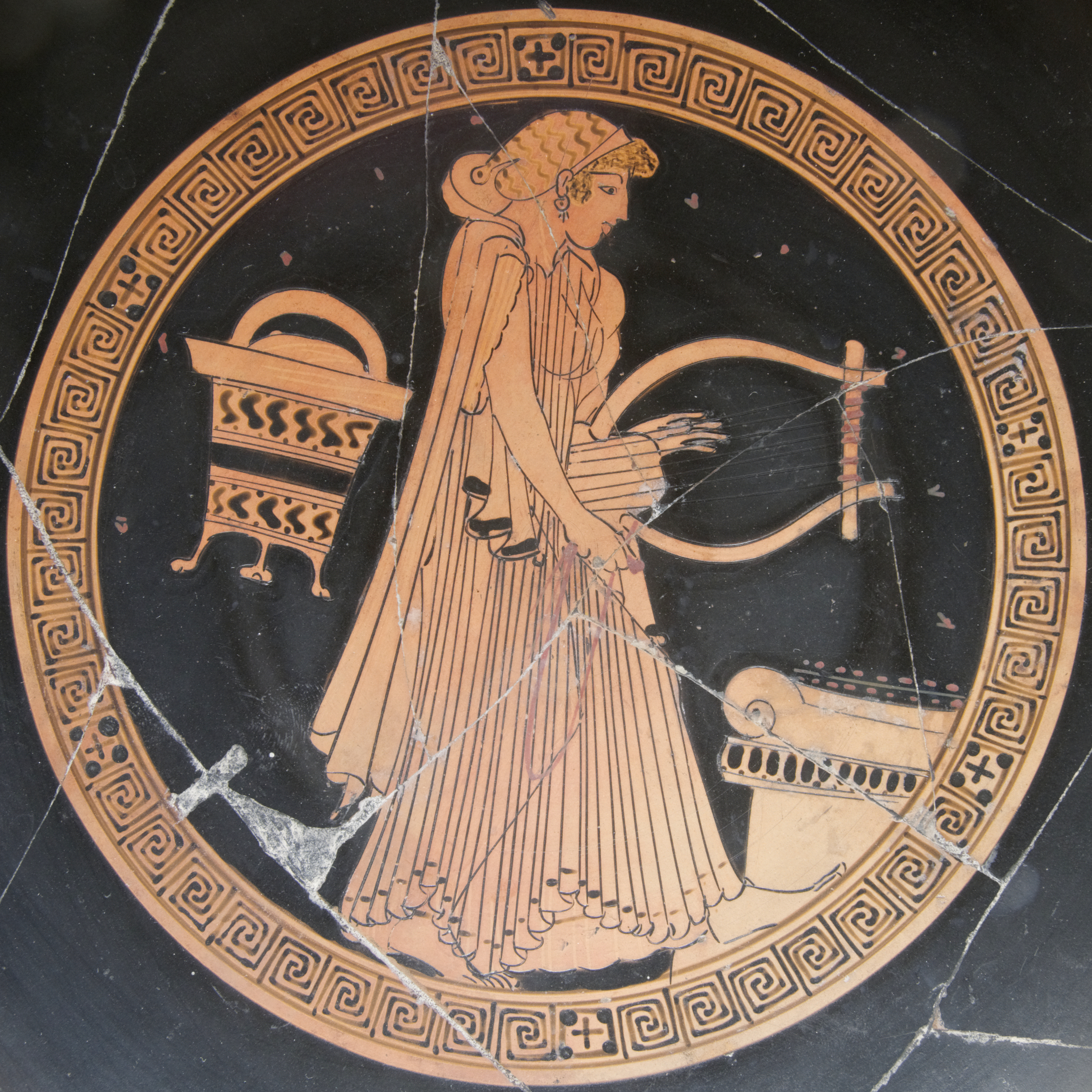
Mujer con cítara. Pintor de Brigos. Tondo de un kílix ático de figuras rojas c. 480 .a. C. Cabinet des Médailles.
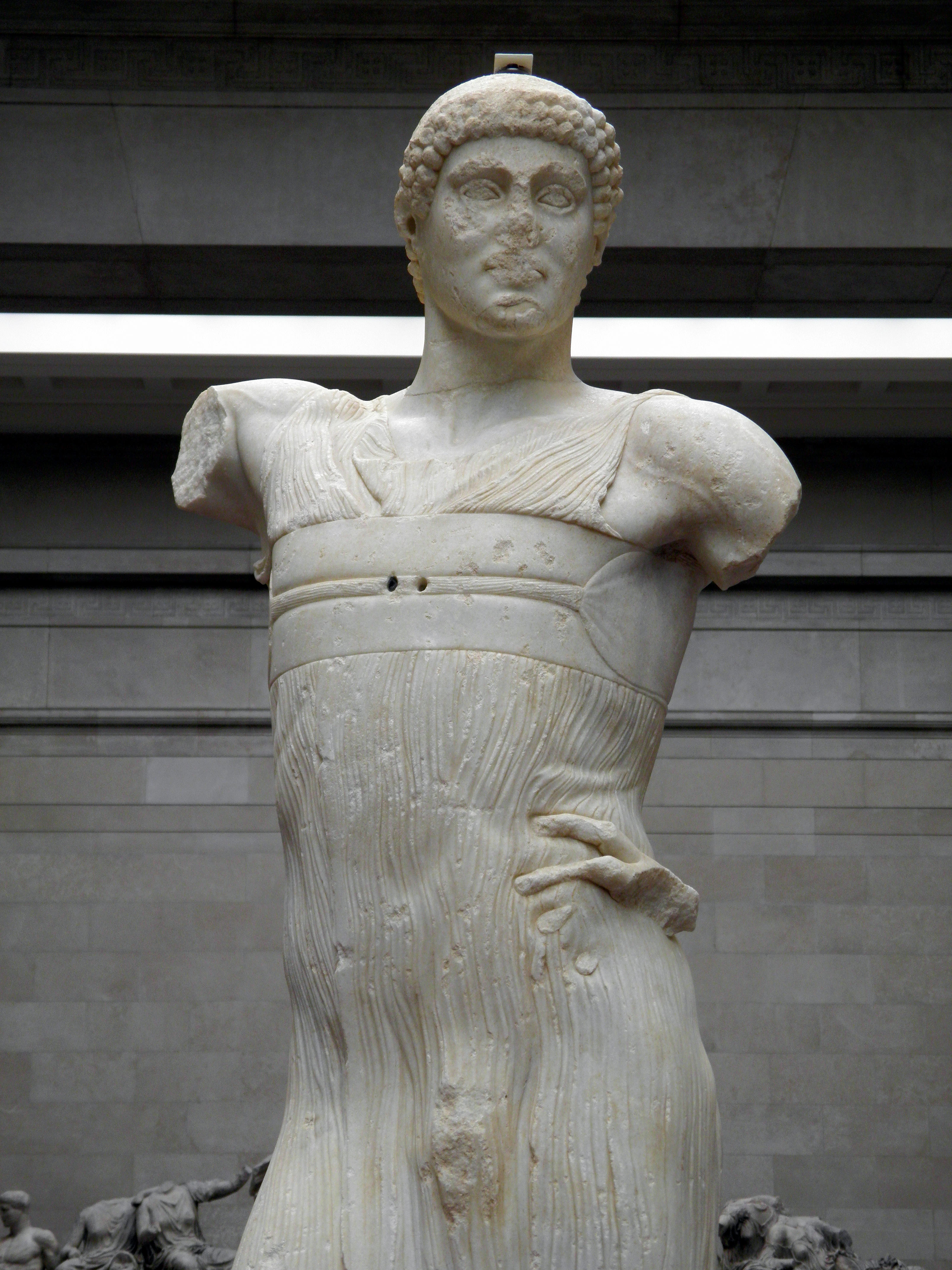
«Joven de Mozia». Mármol. Altura 1,81 m. Paros, c. 470 (?)[nota 39] Museo Arqueológico de Motia, Sicilia.
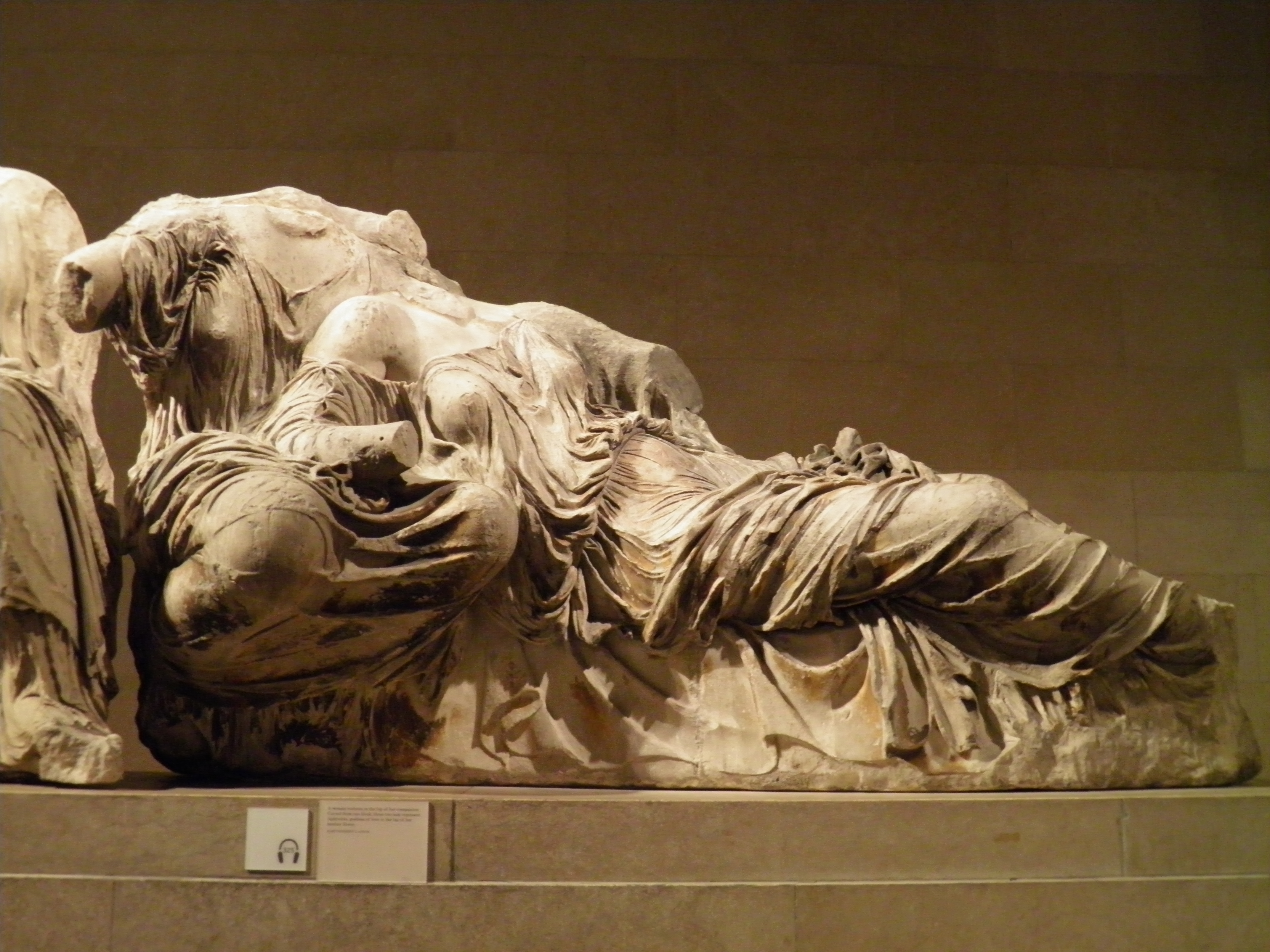
Afrodita[nota 40] tumbada contra su madre, Dione (¿?). Partenón, frontón este, después del 433 a. C. Mármol, largo 2,33 m. Museo Británico.
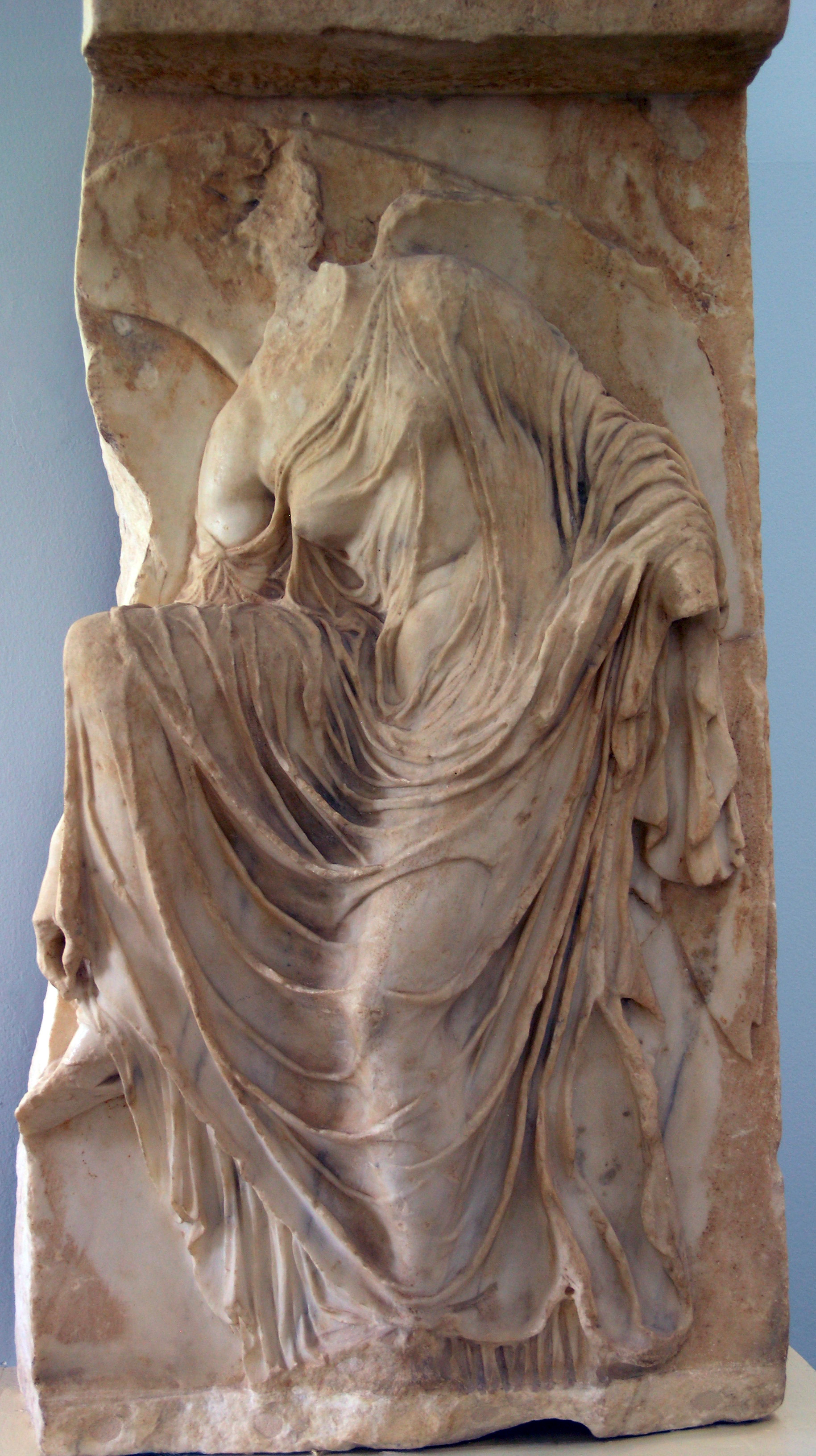
Niké desatando su sandalia. Mármol, Altura 1,01 m. Templo de Atenea Niké, 420-410 a. C. Museo de la Acrópolis de Atenas.
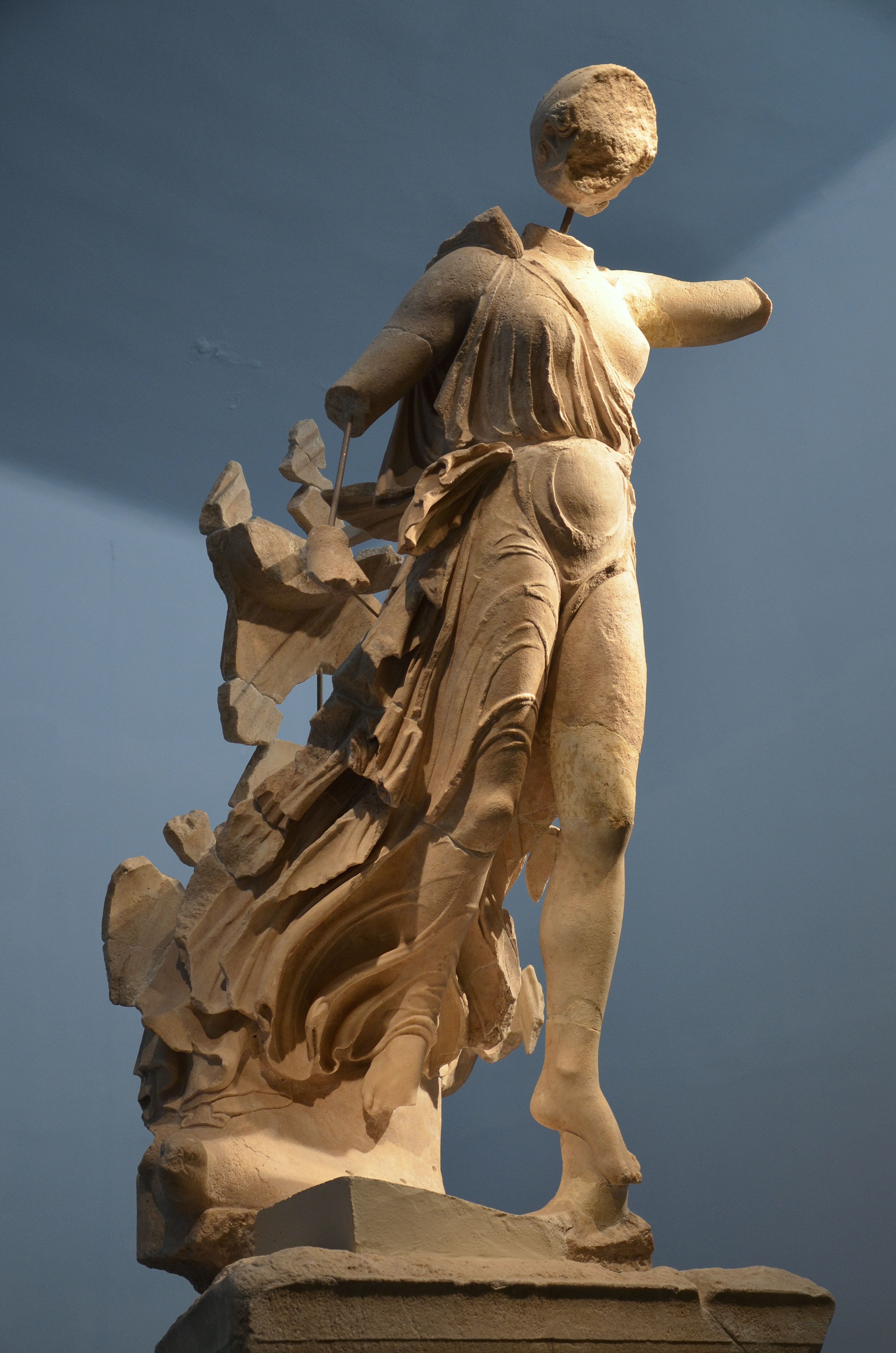
Victoria de Peonio de Mende. Originalmente, conjunto de 3 m de altura colocado en un pilar de 9 m. Alrededor de 420 a. C. Museo Arqueológico de Olimpia.
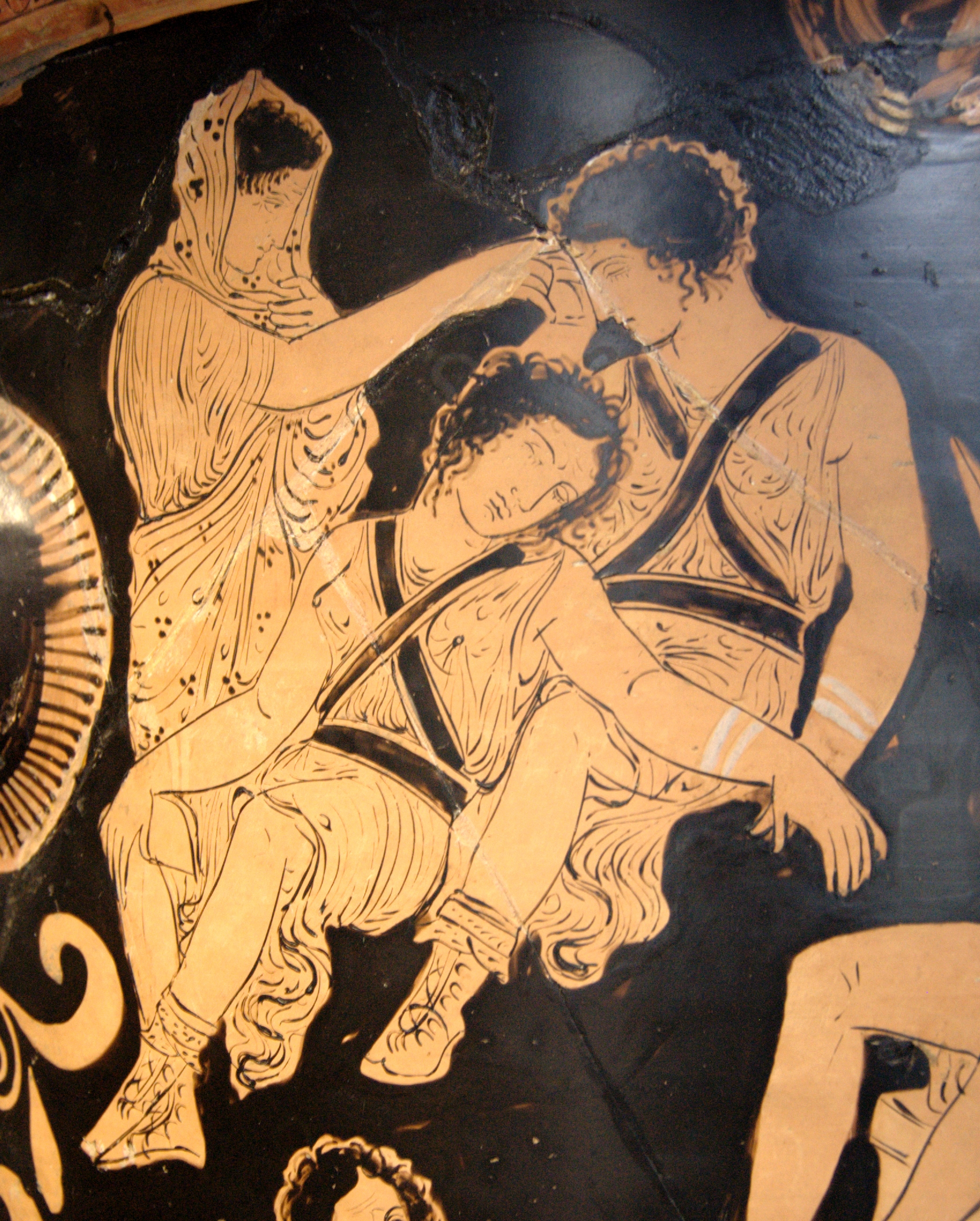
Clitemnestra tratando de despertar a las Erinias dormidas. Pintor de las Euménides. Crátera de campana apulia de figuras rojas 380-370 a. C. Louvre
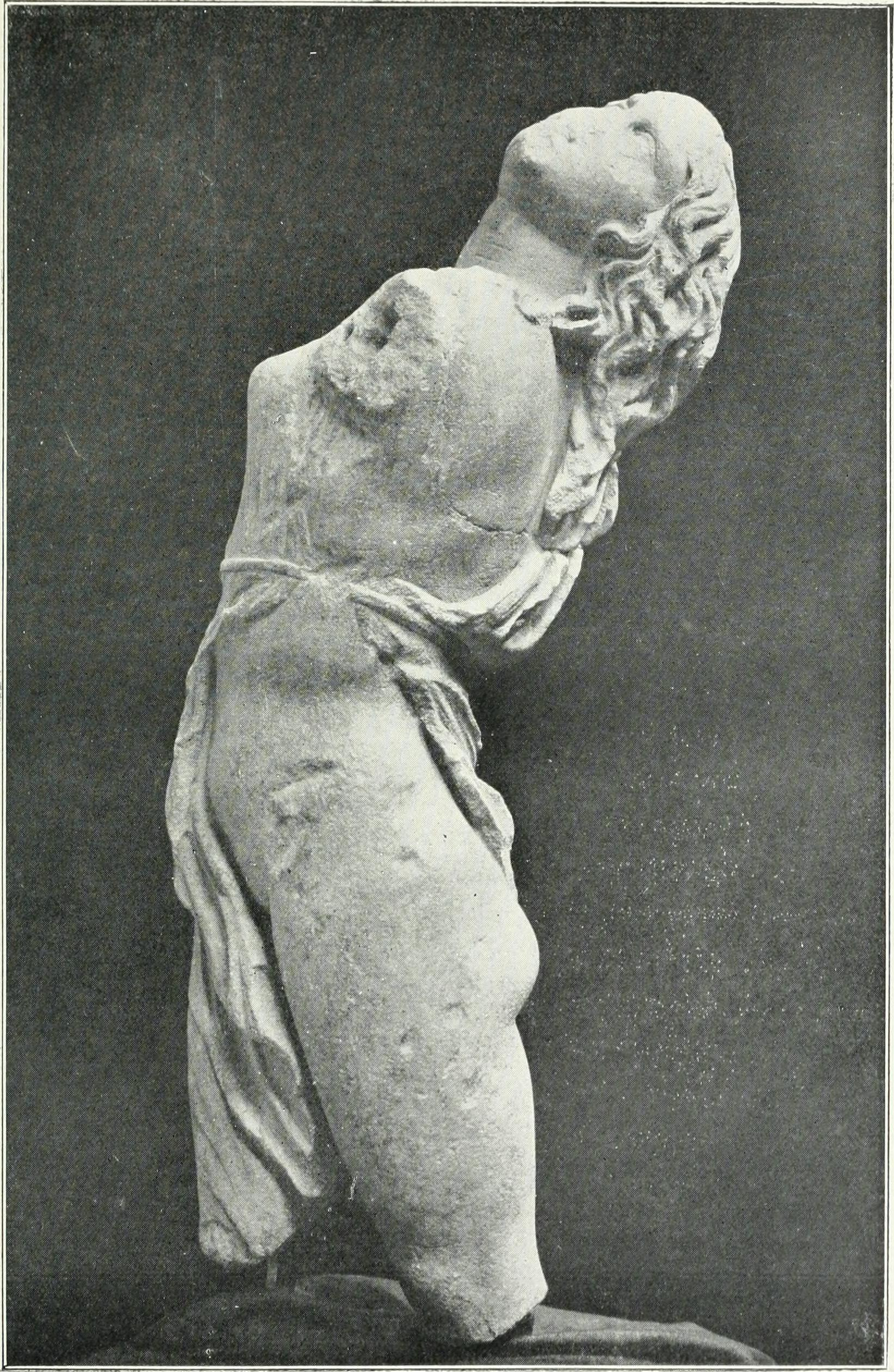
Ménade danzante. Copia de un original de Escopas, mármol c. 340-330 a. C. Albertinum, Dresde
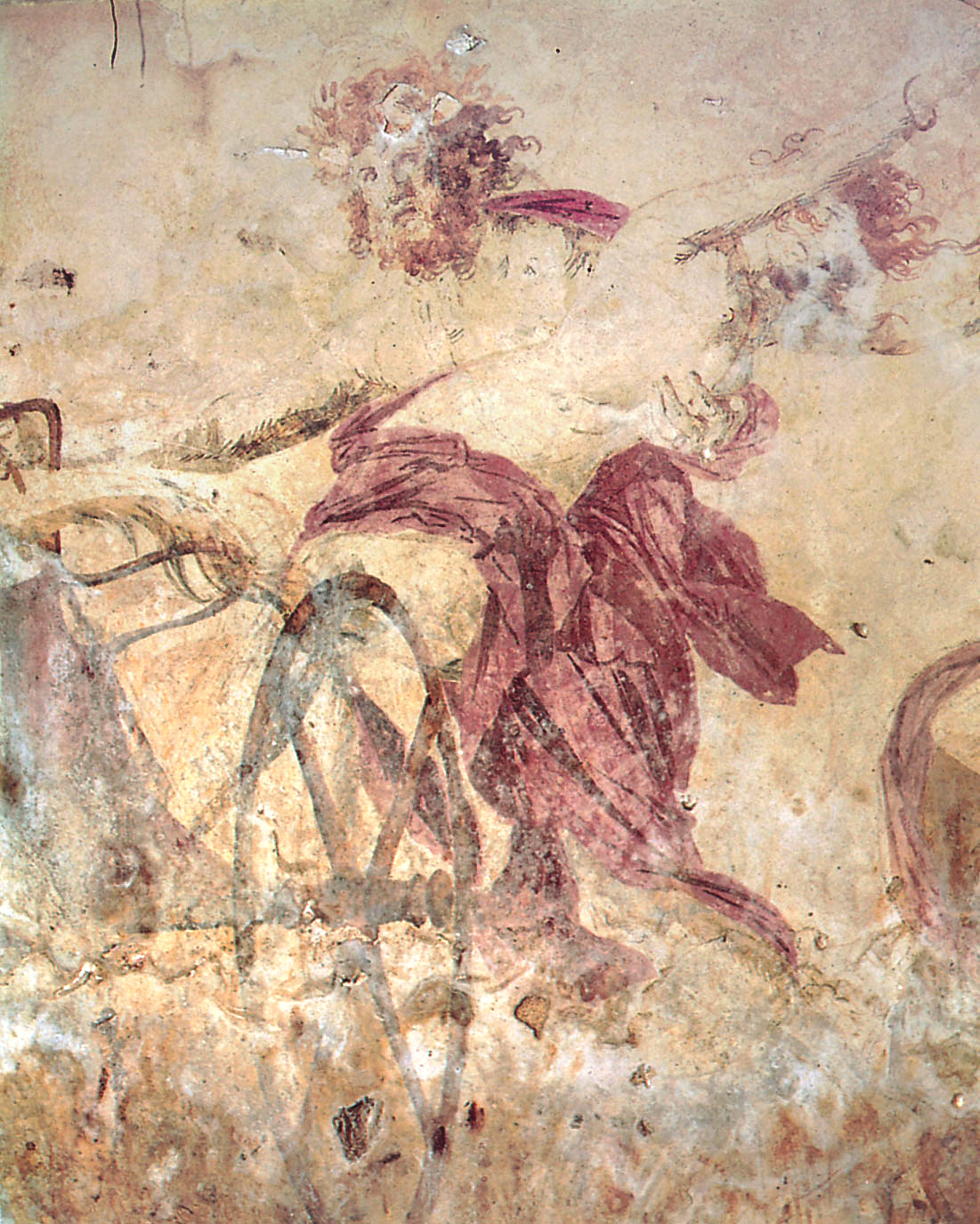
El rapto de Perséfone por Hades. Pintura mural, 350-200 a. C. Gran Túmulo de Vergina.
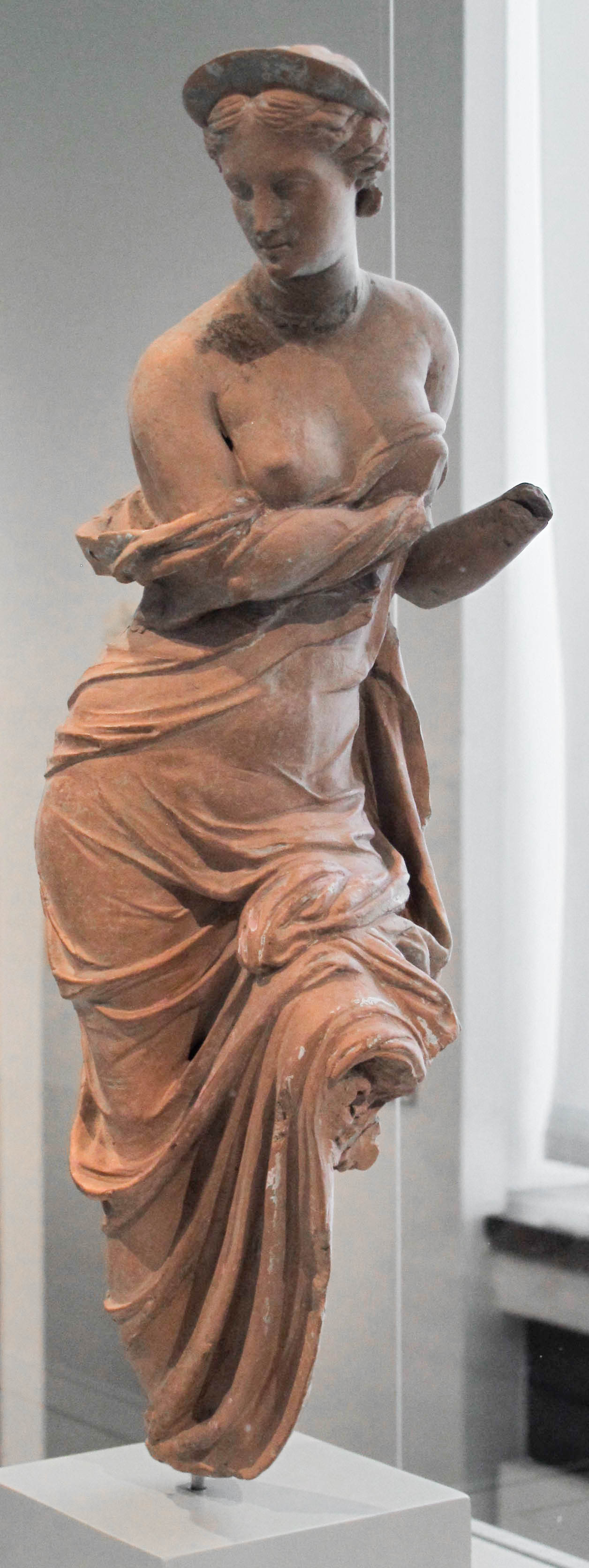
Afrodita Heyl, torso desnudo. Siglo II a. C. Asia Menor helenística, ¿Mirina? Terracota, altura 37,6 cm. Altes Museum.

## La inversión de los valores: figuras desnudas de fealdad
En contraste con estos cuerpos idealmente hermosos y perfectos, aparecen otras figuras desnudas de las que se ríen.
Las figuras de Príapo y los sátiros, con sexos desproporcionados, aparecen desnudos para mostrar su fealdad, ya que el sexo de los dioses masculinos, héroes, soldados o deportistas masculinos debe ser de tamaño modesto. El rostro del sátiro visto de frente, en una pintura de cerámica, refuerza su lado bestial. La vista frontal, en el rostro, es rara en la pintura griega, aquí exhibe todos los atributos degradantes que le afligen tristemente. En otro lugar, en un vaso preclásico, el gesto del sátiro está ahí para prestarse a la risa.
Otros cuerpos desnudos también están desfigurados en la imagen que se les da. Así, «desde el siglo VIII a. C., las efigies de los trabajadores manuales [a menudo representados más o menos desnudos] han escapado en gran medida a las convenciones de representación de la figura humana». Su pene es resaltado de manera obscena, a veces sobredimensionado. Las imágenes de figuras monstruosas, personajes de teatro satírico, constituyen también un conjunto de representaciones alejadas de cualquier idealismo. De manera similar, las escenas de banquetes en las copas del siglo pasado muestran cuerpos deformes. Estos son rasgos de su iconografía, que no pueden ser ideales. La posibilidad del cuerpo derrotado  se materializó en el período helenístico en una corriente más antiidealista que realista: el Fauno Barberini ofrece la imagen de un sátiro desplomado, ofrecido a los ojos, encontrado en una zona que había formado parte de los jardines imperiales donde esta estatua podría haber sido utilizada como decoración para una fuente.
A veces también es una inversión de los patrones tradicionales. Por ejemplo, la figura de Heracles en el lago Estinfalo se invierte en una figura de un enano luchando contra las grullas. La figura del «pigmeo» o el enano se fusiona con esta parodia de Heracles. Su desnudez lo acerca al niño, para hacer de él el tipo de estos seres de los que se ríen, reduciendo así la angustia de su singularidad. Los griegos no sabían nada de los africanos a los que se les dio este nombre en el siglo XIX Según Véronique Dasen, el «pigmeo» aquí representaría al campesino que se siente indefenso ante los depredadores de sus cultivos. Por lo tanto, es una parodia que tendría la función de distanciar la angustia muy real de los campesinos griegos frente a la naturaleza, simbolizada por los pájaros.

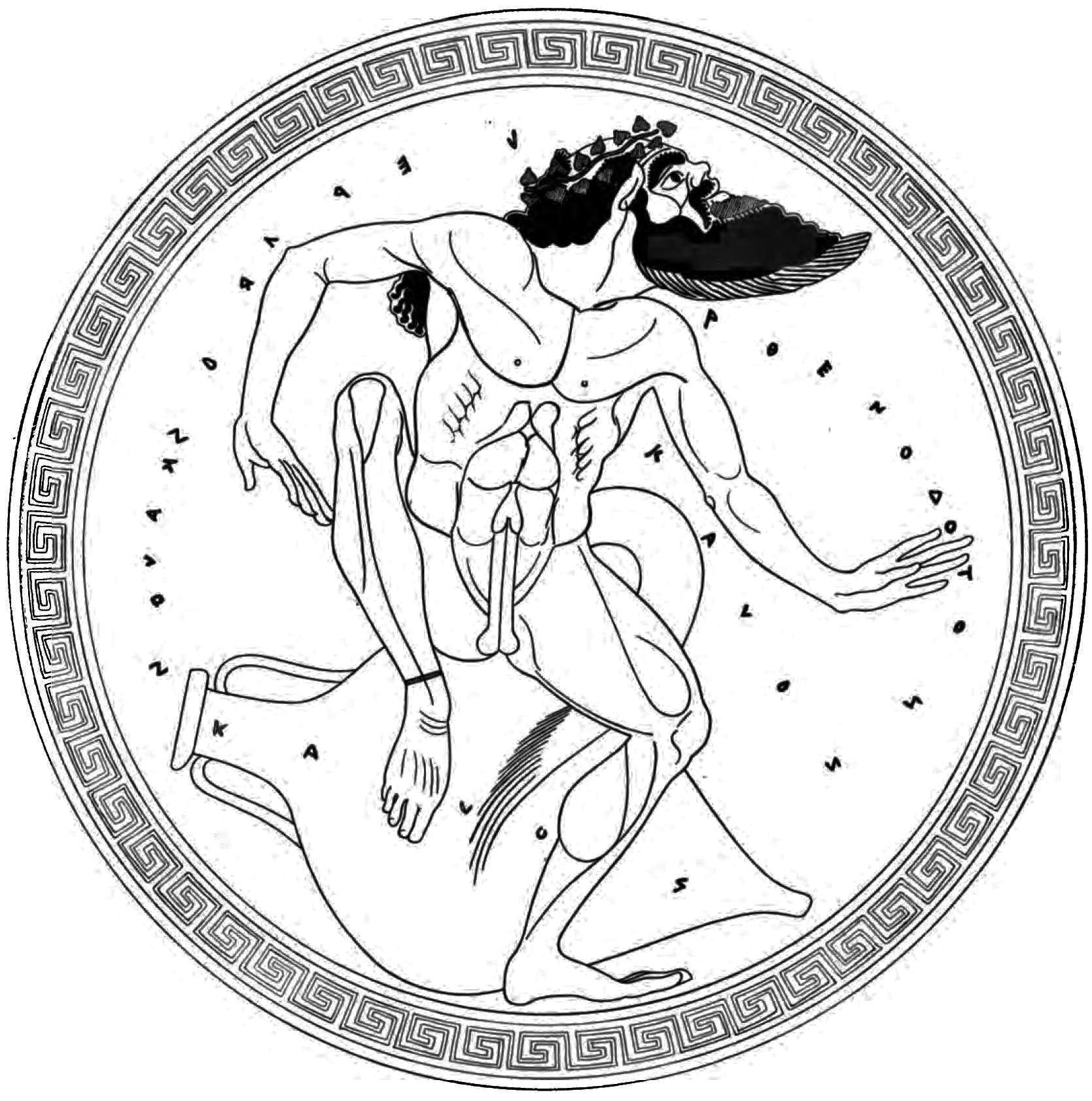
Sátiro. Interior de un kílix ático de figuras rojas. Onésimo, c. 500 a. C. Museo de Bellas Artes de Boston.
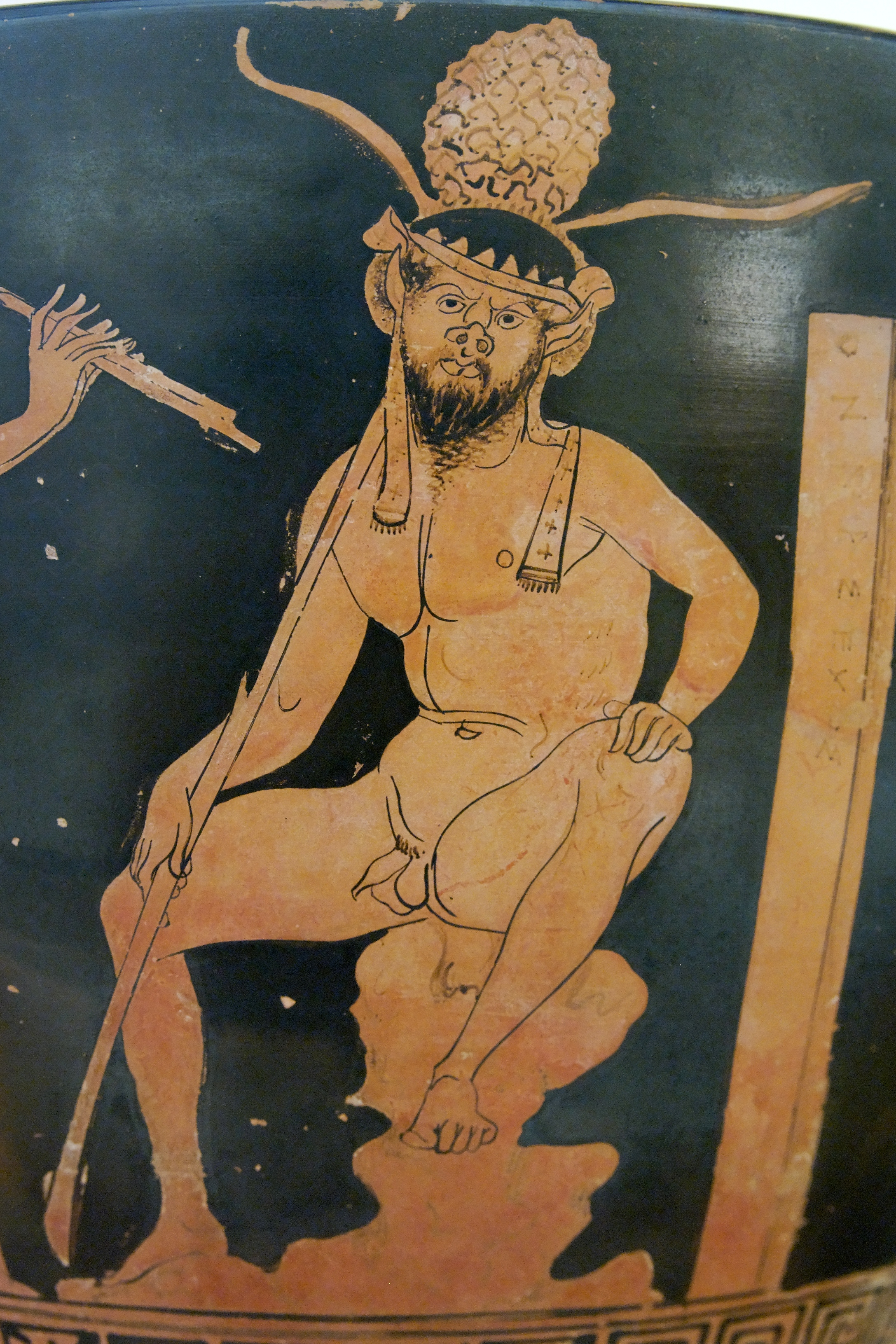
Sátiro sentado. Escifo de figuras rojas, siglo VI a. C. Museo Arqueológico Regional Antonio Salinas, Palermo.
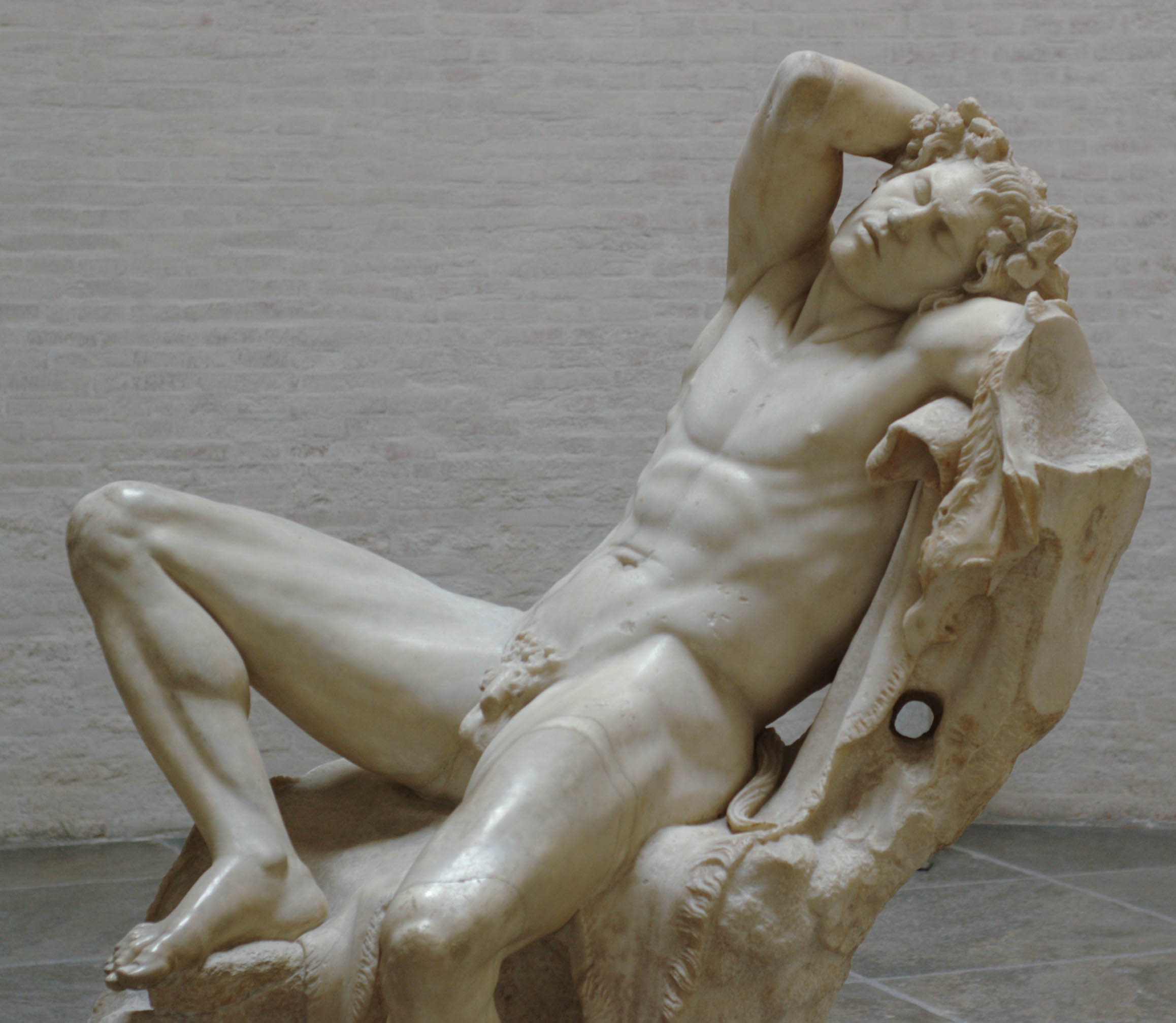
Sátiro dormido, más conocido como el Fauno Barberini, c. 200 a. C. Copia en mármol, Altura 2,15 m. Gliptoteca de Múnich.
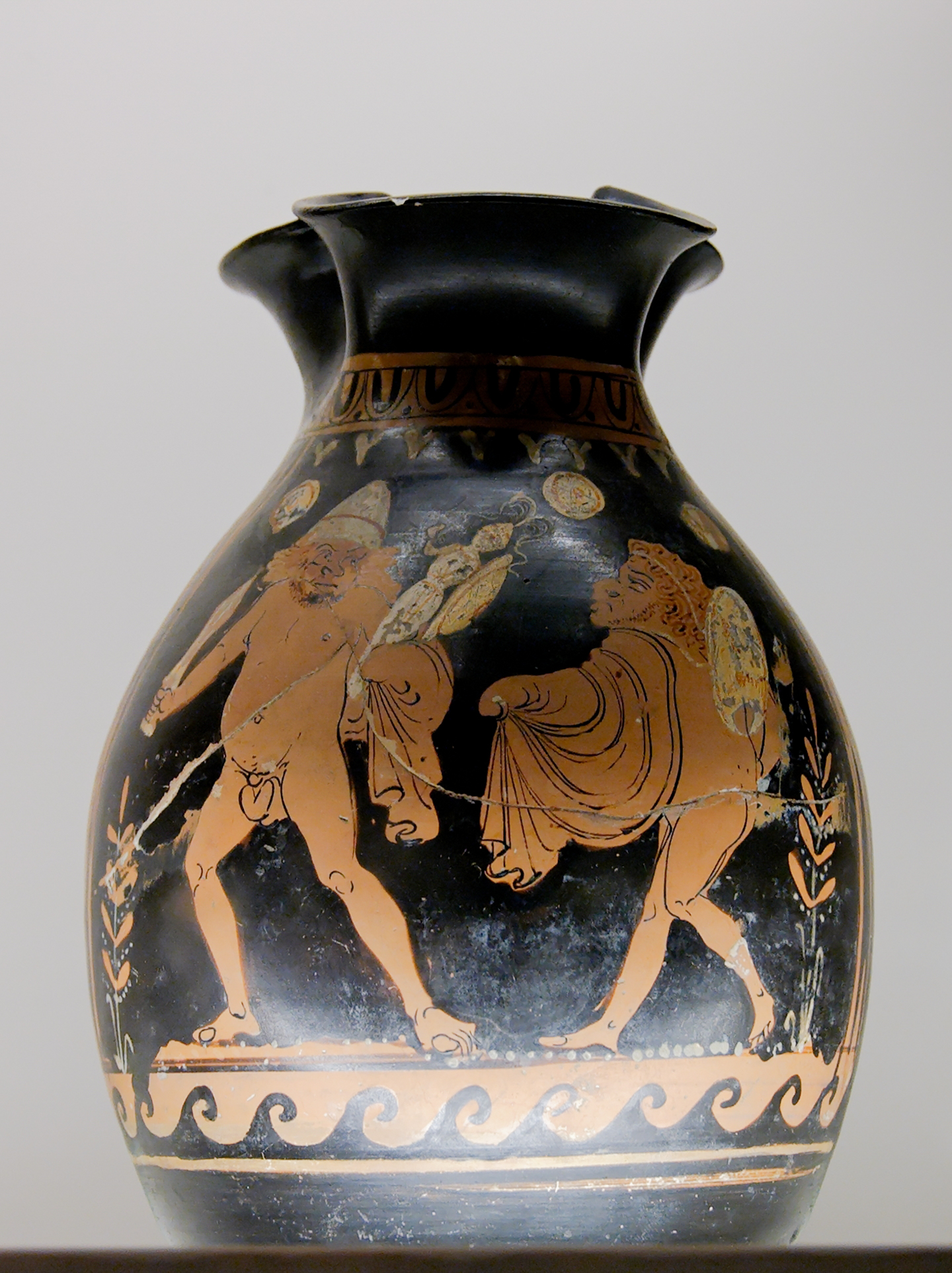
Escena de teatro satírico. Enócoe apulio de figuras rojas, c. 370-360 a. C. Museo Británico.
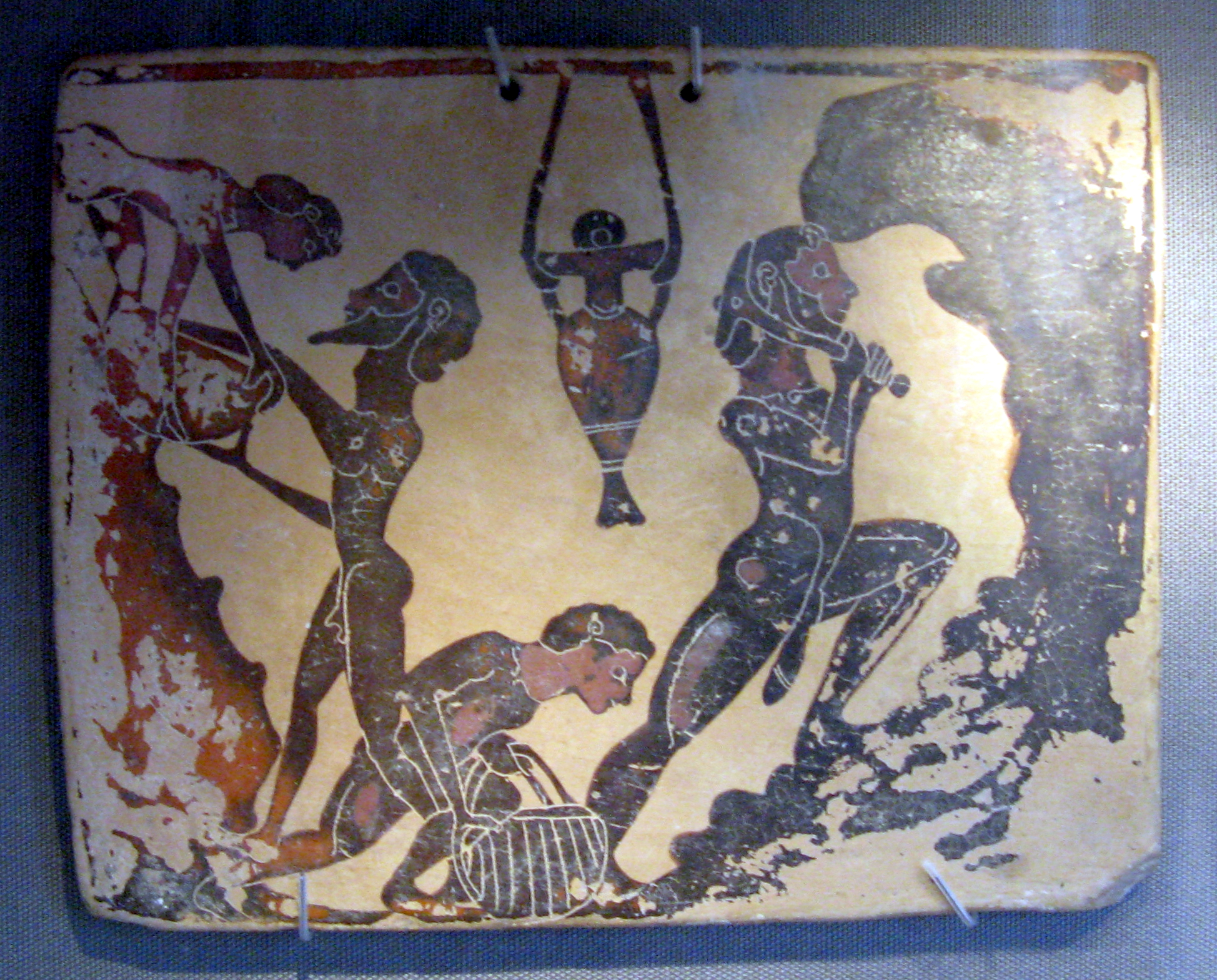
Trabajadores manuales (artesanos o esclavos): extracción de arcilla para los alfareros. Placa votiva a Poseidón, altura 10 cm. Altes Museum, Berlín.
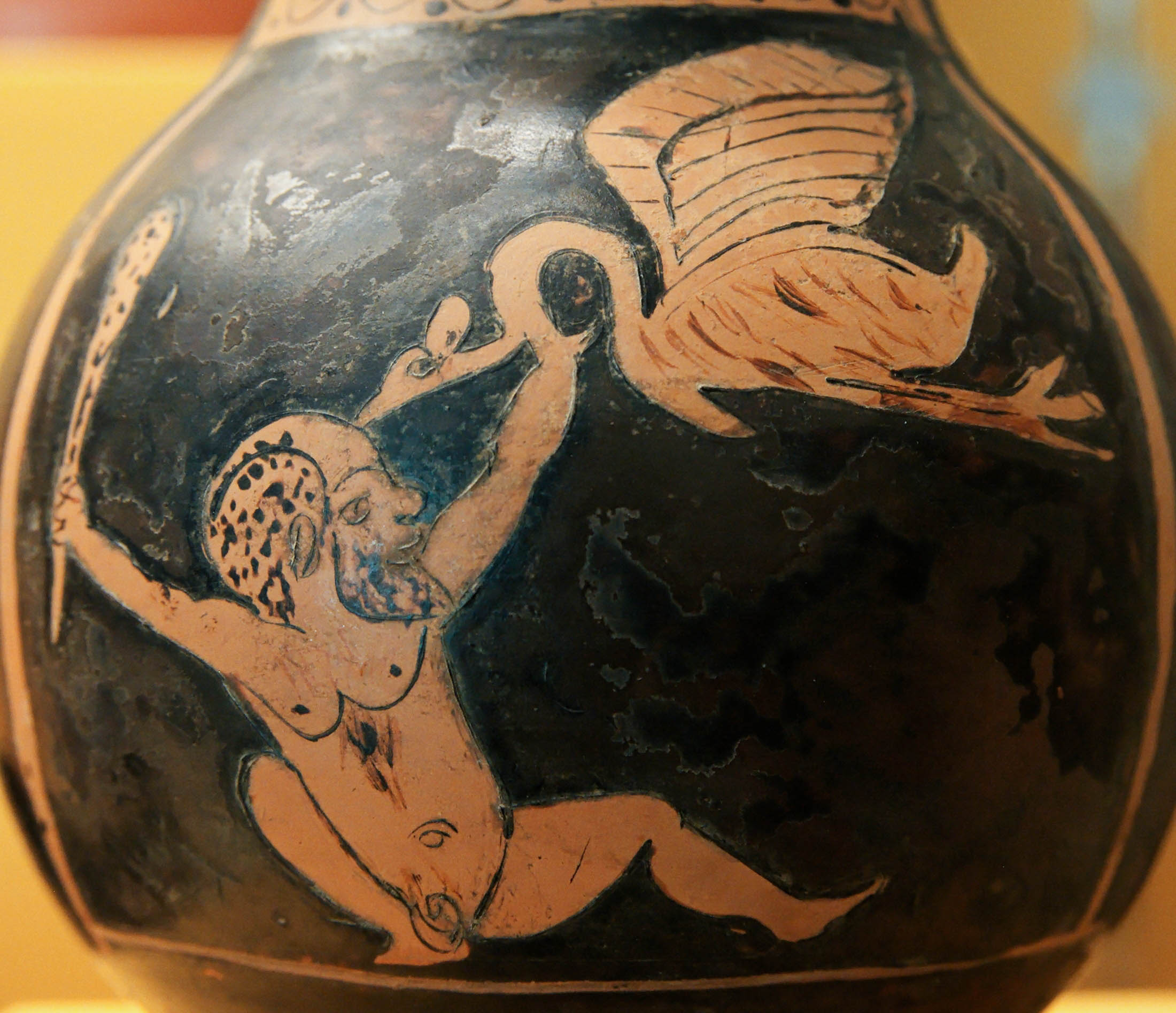
Pigmeo luchando contra una grulla. Enócoe ático de figuras rojas, 430-420 .a. C. Museo Arqueológico Nacional de España.

## El desnudo en escenas de la vida cotidiana
Aparte de las escenas íntimas, como el baño, la vida cotidiana deja poco espacio para la representación de cuerpos desnudos, ya que normalmente están vestidos. Los talleres de los broncistas y ceramistas son lugares tan caldeados que la desnudez es legítima en la vida cotidiana. Por otro lado, el hecho de encargar una cerámica con la representación de un artesano broncista es el ínidice del valor que se le reonoce desde principios del siglo V a. C. a la producción de estatuas. Los artesanos eran reconocidos, en Atenas, como ciudadanos. Y su valor parece ser transmitido, en las imágenes de los talleres, a aquellos artesanos especializados de la Antigua Grecia, como ciertos talleres de cerámica pintada, que trabajaban en gran parte para la exportación.

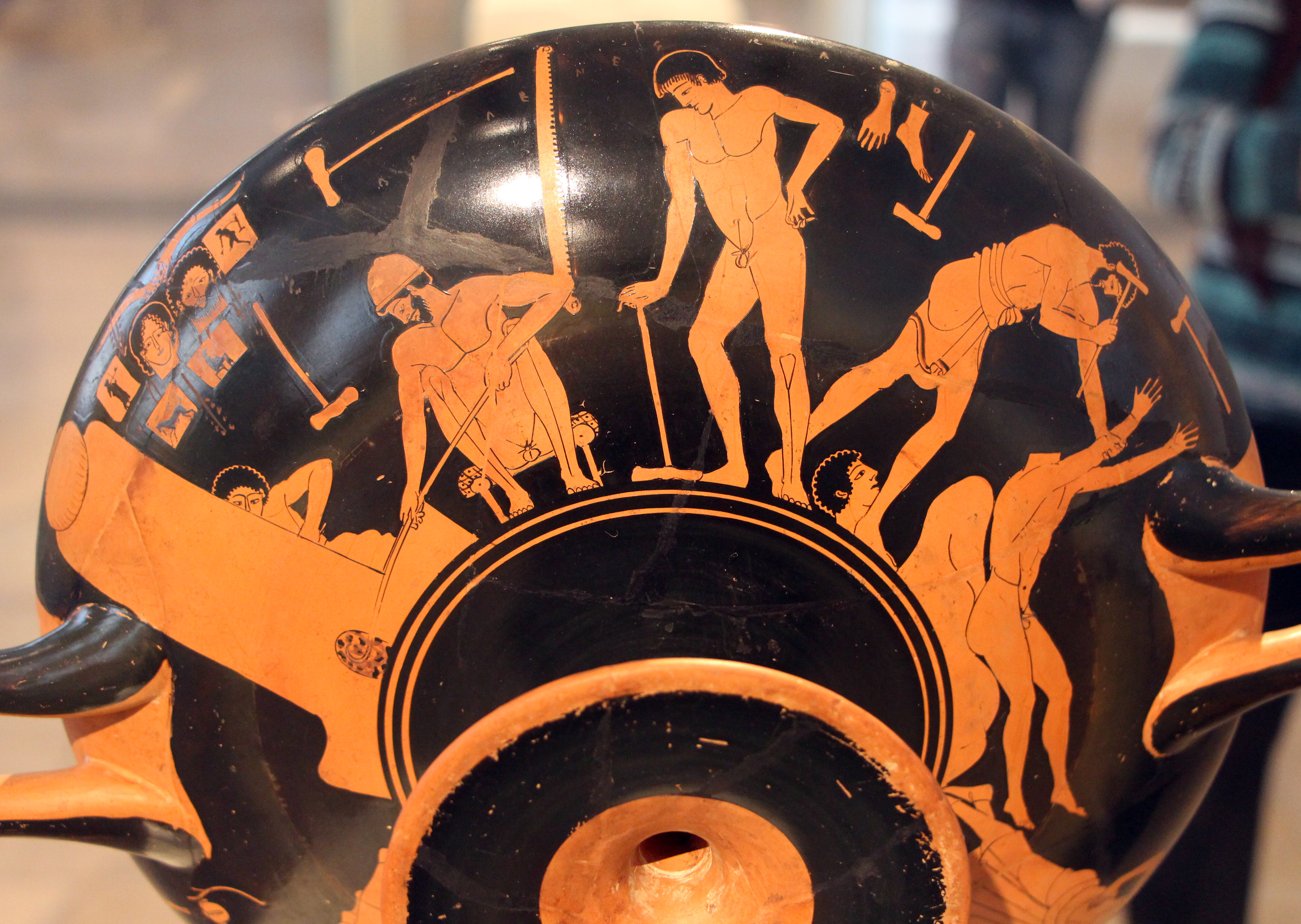
Pintor de la Fundición. Escena de la fundición de un escultor. Kílix ático de figuras rojas, 490-480 a. C., Altes Museum, Berlín.
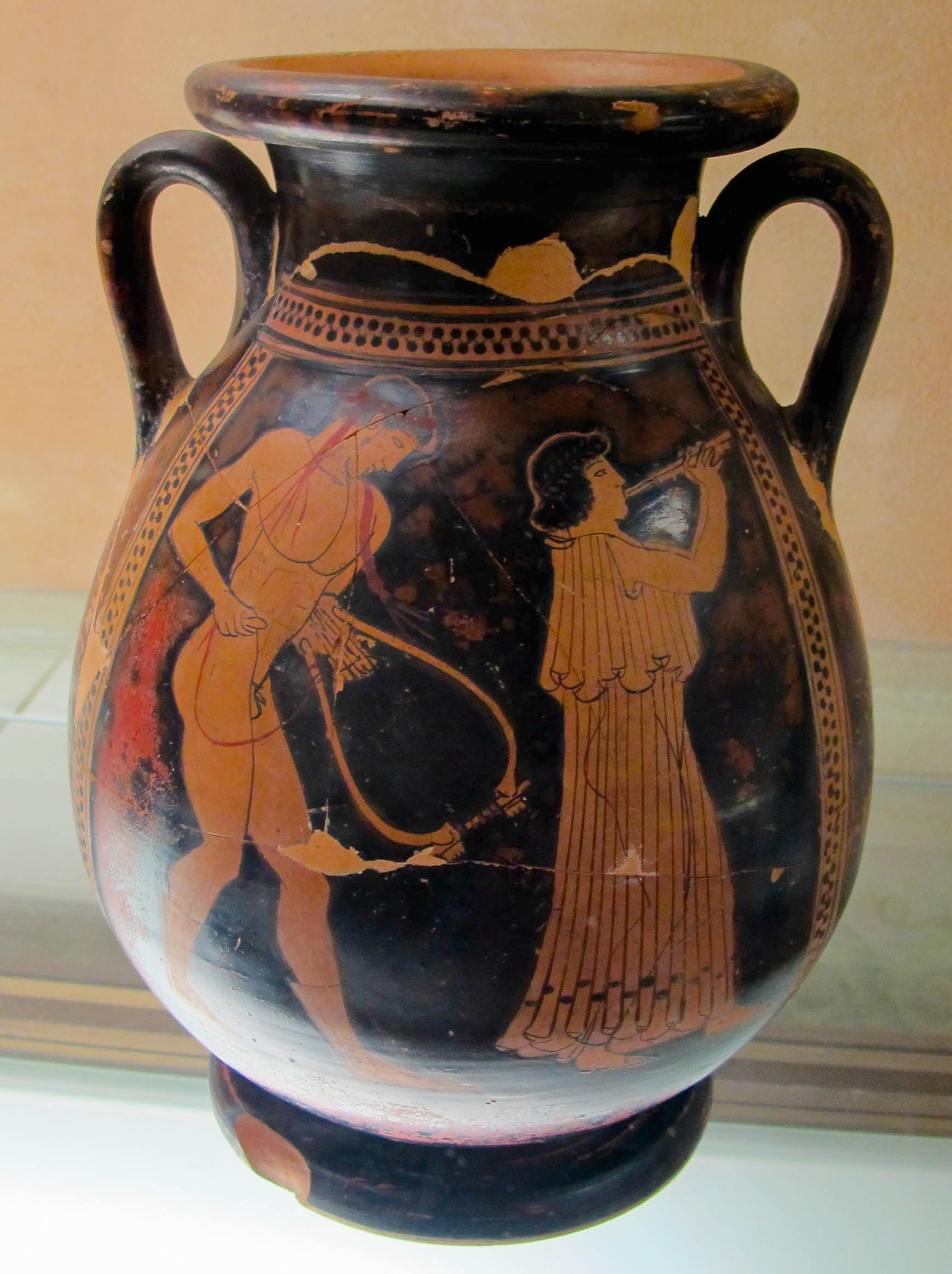
Músico con una lira y tañedor de aulós. Pélice de figuras rojas. Pintor del Ángel VoladorN 32, 490-480 a. C. Cerámica apulia. Museo Arqueológico Nacional de Florencia.
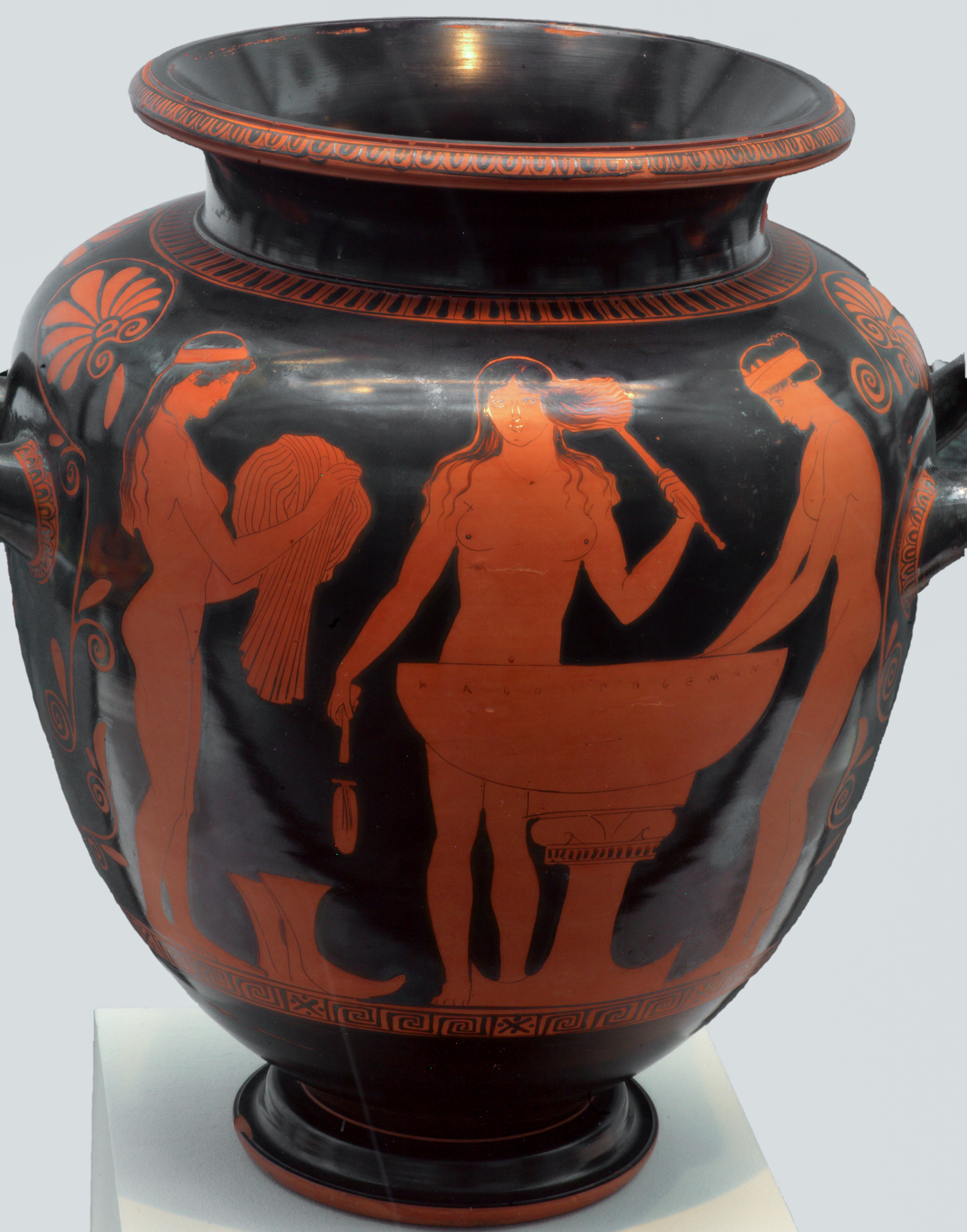
Escena de gineceo, mujeres en el baño. Estamno ático de figuras rojas del Grupo de Polignoto, 440 a. C. Staatliche Antikensammlungen.
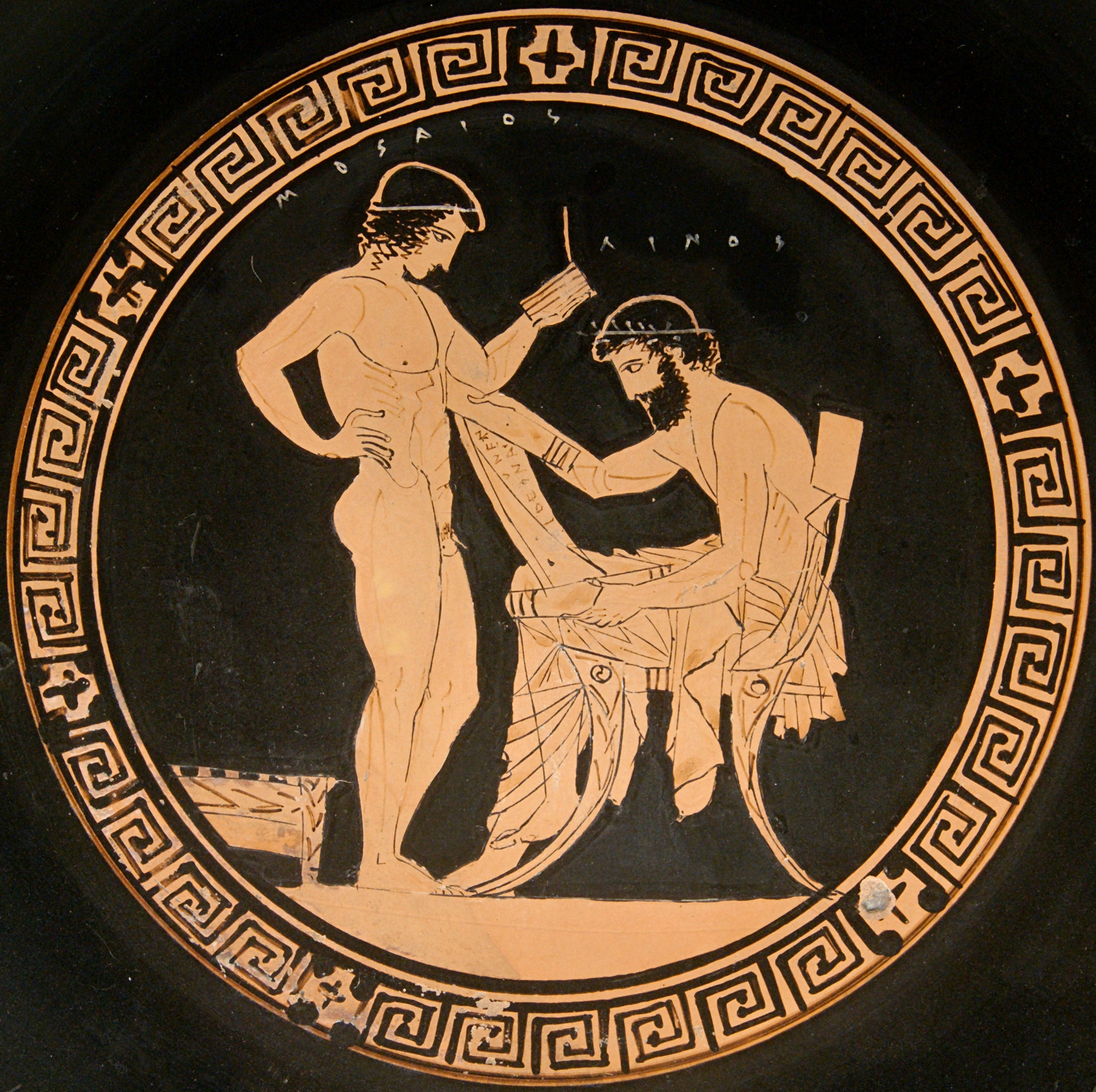
Profesor desenrollando un libro, estudiante sosteniendo tablillas de cera para escribir. Escena de palestra. Atribuido al Pintor de Eretria, 430-420 a. C. Museo del Louvre.
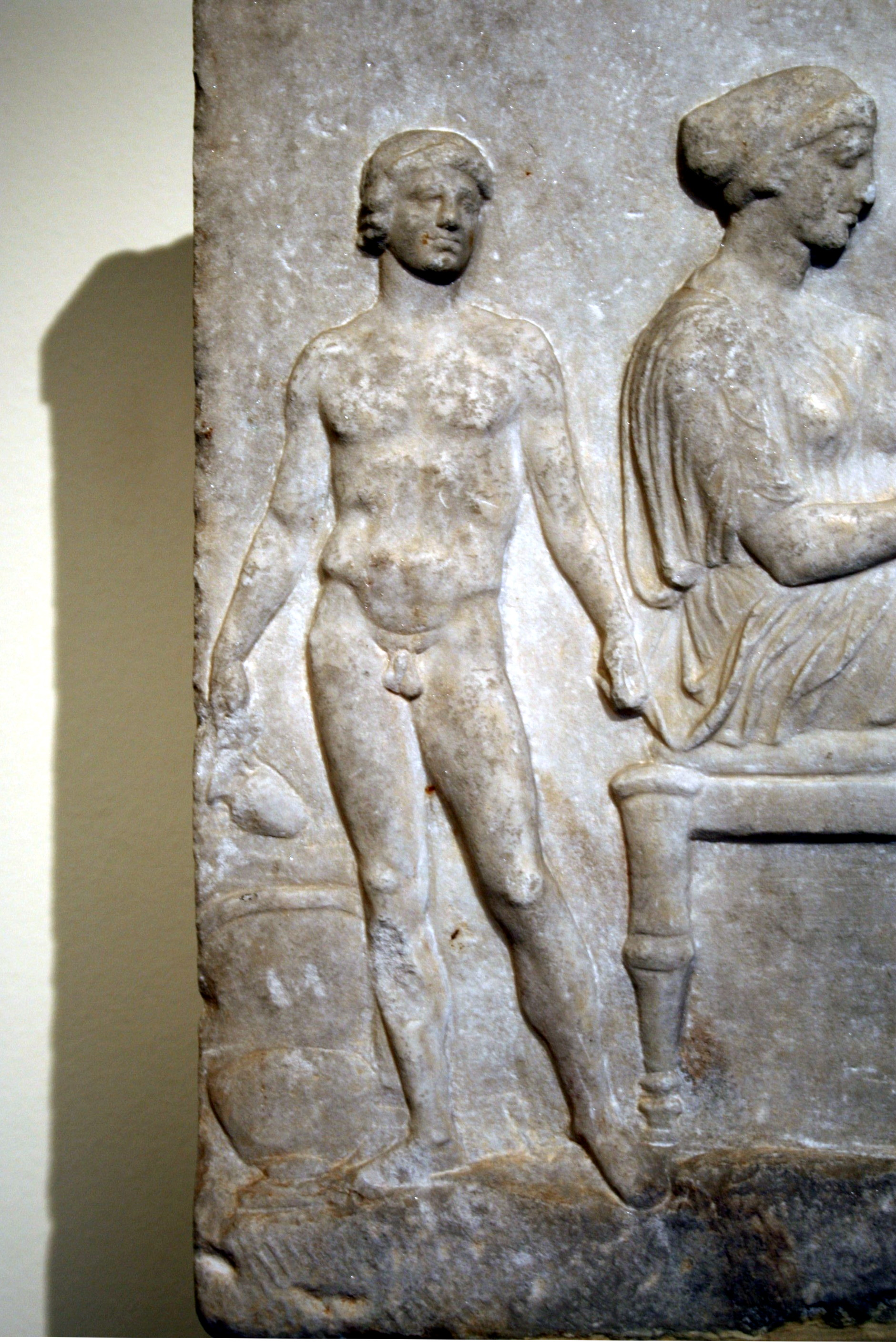
Relieve votivo en el banquete fúnebre. Joven esclavo desnudo sosteniendo un enócoe. Atenas, siglo V a. C.,  Museo Arqueológico Nacional de Atenas.

Para los griegos la música se convirtió en arte, una forma de ser y pensar que trajo belleza. La música formaba parte de la educación del ciudadano; el ciudadano ateniense debía al menos ser capaz de cantar y tocar la lira. La práctica de la música era parte de ciertos rituales religiosos. Tales rituales podrían ser representados en los vasos.
En cuanto a la palestra, como espacio para el entrenamiento de adolescentes, primero incluyó lugares para el entrenamiento deportivo, que en el siglo V a. C. también se utilizaron para la enseñanza, tal como se concibió en la Antigua Grecia. La belleza de los cuerpos jóvenes representados como en plena vida podía legítimamente decorar una tumba en forma de un relieve esculpido. La desnudez del deportista era una forma de resaltar la belleza de este joven.